# جان تایلر
جان تایلر (به انگلیسی: John Tyler) (۲۹ مارس ۱۷۹۰ – ۱۸ ژانویه ۱۸۶۲)، دهمین رئیس‌جمهور ایالات متحده آمریکا بود. جان تایلر که از حزب ویگ بود مابین ۱۲۲۰ تا ۱۲۲۳ خورشیدی ریاست جمهوری ایالات متحده را بر عهده داشت که مقارن با سلطنت محمد شاه قاجار در ایران است.

## سنین جوانی و تحصیل
جان تایلر در ۲۹ مارس ۱۷۹۰ در خانواده ای برده دار ویرجینیا به دنیا آمد. تایلر اهل شهرستان چارلز سیتی، ویرجینیا بود و از اولین خانواده‌های ویرجینیا بود. خانواده تایلر نسب خود را به مهاجران انگلیسی و قرن هفدهم استعمار ویلیامزبرگ می‌رساند. پدرش، جان تایلر پدر، معروف به قاضی تایلر، دوست و هم اتاقی توماس جفرسون بود و در مجلس نمایندگان ویرجینیا در کنار بنیامین هریسون پنجم، پدر ویلیام خدمت می‌کرد. تایلر بزرگ چهار سال به عنوان رئیس مجلس نمایندگان ویرجینیا خدمت کرد و سپس قاضی دادگاه ایالتی و سپس فرماندار ویرجینیا و قاضی دادگاه منطقه ای ایالات متحده برای ناحیه شرقی ویرجینیا در ریچموند شد. همسر او، مری مارو (آرمیستد)، دختر صاحب مزرعه برجسته شهرستان نیو کنت و نماینده یک دوره، رابرت بوث آرمیستد بود. او در سال ۱۷۹۷ هنگامی که پسرش جان هفت ساله بود بر اثر سکته مغزی درگذشت.
تایلر با دو برادر و پنج خواهر، در مزرعه گرین‌وی، ملکی به مساحت ۱۲۰۰ جریب (۵ کیلومتر مربع) با خانه‌ای شش اتاقه که پدرش ساخته بود، پرورش یافت. قاضی تایلر برای معلمانی که فرزندانش را از نظر تحصیلی به چالش می‌کشیدند، دستمزد بالایی می‌پرداخت. تایلر از سلامتی ضعیف، لاغر و مستعد اسهال برخوردار بود. در سن ۱۲ سالگی، او سنت خانواده تایلر را ادامه داد و وارد شاخه مقدماتی کالج ویلیام اند مری شد. تایلر در سال ۱۸۰۷ در سن ۱۷ سالگی از شاخه دانشگاهی مدرسه فارغ‌التحصیل شد. کتاب ثروت ملل آدام اسمیت به شکل‌گیری دیدگاه‌های اقتصادی او کمک کرد و او عشق مادام العمر به ویلیام شکسپیر را به دست آورد. اسقف جیمز مدیسون، رئیس کالج، به عنوان پدر دوم و مربی تایلر خدمت کرد.
پس از فارغ‌التحصیلی، تایلر قانون را با پدرش، سپس قاضی ایالتی، و بعداً با ادموند رندولف، دادستان کل سابق ایالات متحده خواند.

## کشاورز و وکیل
تایلر در سن ۱۹ سالگی در دادگاه ویرجینیا پذیرفته شد (برای واجد شرایط بودن خیلی جوان بود، اما قاضی پذیرش از پرسیدن سن او غافل شد). در این زمان، پدرش فرماندار ویرجینیا بود و تایلر یک کار قانونی را در ریچموند، پایتخت ایالت آغاز کرد. طبق سرشماری فدرال ۱۸۱۰، یکی از «جان تایلر» (احتمالاً پدرش) دارای هشت برده در ریچموند بود، و احتمالاً پنج برده در مجاور شهرستان هنریکو، و احتمالاً ۲۶ برده در شهرستان چارلز سیتی.
در سال ۱۸۱۳، سال مرگ پدرش، تایلر جوان‌تر مزرعه وودبرن را خریداری کرد که تا سال ۱۸۲۱ در آنجا زندگی کرد. از سال ۱۸۲۰، تایلر دارای ۲۴ برده در وودبرن بود، پس از اینکه ۱۳ فرد برده شده را از پدرش به ارث برد، اگرچه تنها هشت نفر در آن سرشماری به عنوان شغل کشاورزی فهرست شدند.

## ظهور سیاسی

### شروع در سیاست ویرجینیا
در سال ۱۸۱۱، در سن ۲۱ سالگی، تایلر به عنوان نماینده شهرستان چارلز سیتی در مجلس نمایندگان انتخاب شد. او پنج دوره متوالی یک ساله (اول در کنار کورنلیوس اگمون و بعداً با بنجامین هریسون) خدمت کرد. تایلر به عنوان قانونگذار ایالتی در کمیته دادگاه‌ها و عدالت حضور داشت. مواضع تعیین‌کننده او در پایان اولین دوره ریاست جمهوری او در سال ۱۸۱۱ به نمایش گذاشته شد - حمایت قوی و جدی از حقوق ایالت‌ها و مخالفت با بانک ملی. او در حمایت از محکومیت سناتورهای آمریکایی ویلیام برنچ گیلز و ریچارد برنت از ویرجینیا که برخلاف دستورهای قانونگذار ویرجینیا، به بازنویسی اولین بانک ایالات متحده رأی داده بودند، به بنجامین دبلیو لی قانونگذار همکار خود پیوست.

### جنگ ۱۸۱۲
تایلر مانند اکثر آمریکایی‌های زمان خود، ضد بریتانیا بود و در آغاز جنگ ۱۸۱۲، در سخنرانی در مجلس نمایندگان خواستار حمایت از اقدام نظامی شد. پس از تسخیر بریتانیایی همپتون، ویرجینیا، در تابستان ۱۸۱۳، تایلر مشتاقانه یک گروه شبه نظامی به نام تفنگ‌های شهر چارلز را برای دفاع از ریچموند، که او با درجه سروان فرماندهی می‌کرد، سازمان داد. هیچ حمله ای صورت نگرفت و او دو ماه بعد شرکت را منحل کرد. برای خدمت نظامی خود، تایلر کمک مالی دریافت کرد که بعدها به سو سیتی، آیووا تبدیل شد.
پدر تایلر در سال ۱۸۱۳ درگذشت و تایلر ۱۳ برده را همراه با مزرعه پدرش به ارث برد. در سال ۱۸۱۶، او از کرسی قانونگذاری خود استعفا داد تا در شورای ایالتی فرماندار، گروهی متشکل از هشت مشاور که توسط مجمع عمومی انتخاب می‌شدند، خدمت کند.

### مجلس نمایندگان آمریکا
مرگ جان کلوپتون نماینده ایالات متحده در سپتامبر ۱۸۱۶ یک جای خالی در ناحیه بیست و سوم کنگره ویرجینیا ایجاد کرد. تایلر و دوست و متحد سیاسی اش اندرو استیونسون به دنبال کرسی بود. از آنجایی که این دو مرد از نظر سیاسی شبیه هم بودند، این مسابقه، در بیشتر موارد، یک مسابقه محبوبیت بود. ارتباطات سیاسی و مهارت‌های مبارزاتی تایلر در انتخابات به او پیروز شد. او در کنگره چهاردهم در ۱۷ دسامبر ۱۸۱۶ سوگند یاد کرد تا به عنوان یک حزب دموکرات-جمهوری‌خواه، حزب سیاسی اصلی در عصر احساسات خوب خدمت کند.
در حالی که دموکرات-جمهوری خواهان از حقوق ایالت‌ها حمایت کرده بودند، بسیاری از اعضا در پی جنگ ۱۸۱۲ خواستار یک دولت مرکزی قوی تر شدند. اکثریت کنگره خواستار کمک دولت فدرال برای تأمین بودجه بهبودهای داخلی مانند بندرها و جاده‌ها بودند. تایلر به اعتقادات سخت‌گیرانهٔ ساخت‌گرایانه‌اش پایبند بود و چنین پیشنهادهایی را به دلایل قانونی و شخصی رد کرد. او معتقد بود که هر ایالت باید با استفاده از منابع مالی محلی، پروژه‌های لازم را در داخل مرزهای خود بسازد. وی اظهار داشت: «ویرجینیا در شرایط بدی قرار نداشت که نیاز به کمک خیریه از جانب کنگره داشته باشد». او برای شرکت در حسابرسی بانک دوم ایالات متحده در سال ۱۸۱۸ به عنوان بخشی از یک کمیته ۵ نفره انتخاب شد و از فسادی که در بانک احساس می‌کرد وحشت زده شد. او برای لغو اساسنامه بانک استدلال کرد، اگرچه کنگره چنین پیشنهادی را رد کرد. اولین درگیری او با ژنرال اندرو جکسون به دنبال تهاجم جکسون به فلوریدا در سال ۱۸۱۸ در طول اولین جنگ سمینول رخ داد. تایلر در حالی که شخصیت جکسون را ستایش می‌کرد، او را به خاطر اعدام دو سوژه بریتانیایی بیش از حد غیرتمند دانست. تایلر برای یک دوره کامل بدون مخالفت در اوایل سال ۱۸۱۹ انتخاب شد.
موضوع اصلی کنگره شانزدهم (۱۸۱۹–۱۸۲۱) این بود که آیا میزوری باید به اتحادیه پذیرفته شود و آیا برده داری در ایالت جدید مجاز خواهد بود. او با اذعان به بیماری‌های برده داری، امیدوار بود که با اجازه دادن به آن گسترش یابد، بردگان کمتری در شرق وجود داشته باشد، زیرا بردگان و اربابان به سمت غرب سفر می‌کنند، و این امر امکان در نظر گرفتن لغو این نهاد در ویرجینیا را فراهم می‌کند؛ بنابراین، بردگی از طریق اقدام دولت‌های منفرد لغو می‌شود، زیرا این رویه نادر می‌شد، همان‌طور که در برخی از ایالت‌های شمالی انجام شده بود. تایلر معتقد بود که کنگره قدرت تنظیم برده داری را ندارد و پذیرش ایالت‌ها بر اساس برده یا آزاد بودن آنها دستوری برای درگیری مقطعی است؛ بنابراین، سازش میزوری بدون حمایت تایلر به تصویب رسید. این کشور میزوری را به عنوان یک ایالت برده و مین را به عنوان یک ایالت آزاد می‌پذیرفت و همچنین برده داری را در ایالت‌هایی که از قسمت شمالی این سرزمین‌ها تشکیل شده بودند، ممنوع کرد. در طول مدت حضورش در کنگره، او به لایحه‌هایی رای داد که بردگی را در مناطق محدود می‌کرد.
تایلر در اواخر سال ۱۸۲۰ از درخواست نامزدی مجدد خودداری کرد و دلیل آن وضعیت بد بود. به‌طور خصوصی نارضایتی خود را از این موقعیت اعتراف کرد، زیرا آرای مخالف او عمدتاً نمادین بود و تغییر چندانی در فرهنگ سیاسی در واشینگتن انجام نداد. او همچنین مشاهده کرد که تأمین بودجه تحصیل فرزندانش با حقوق کم یک نماینده کنگره دشوار است. او در ۳ مارس ۱۸۲۱ سمت خود را ترک کرد و از رقیب سابق خود استیونسون برای کرسی حمایت کرد و به‌طور تمام وقت به وکالت خصوصی بازگشت.

### بازگشت به سیاست دولت
تایلر پس از دو سال وکالت در خانه، بی‌قرار و بی حوصله به دنبال انتخاب برای مجلس نمایندگان در سال ۱۸۲۳ بود. هیچ‌یک از اعضای چارلز سیتی به دنبال انتخاب مجدد نبودند و تایلر در آوریل به راحتی انتخاب شد و در میان سه نامزدی که به دنبال دو کرسی بودند، اول شد. همان‌طور که مجلس قانونگذاری در دسامبر تشکیل شد، تایلر اتاق را در حال بحث در مورد انتخابات ریاست جمهوری قریب‌الوقوع ۱۸۲۴ یافت. گروه نامزدهای کنگره، یک سیستم اولیه برای انتخاب نامزدهای ریاست جمهوری، با وجود عدم محبوبیت فزاینده آن، همچنان مورد استفاده قرار می‌گرفت. تایلر تلاش کرد تا مجلس سفلی را متقاعد کند که سیستم گروهی را تأیید کند و ویلیام اچ. کرافورد را به عنوان نامزد دموکرات-جمهوری‌خواه انتخاب کند. کرافورد حمایت مجلس را به دست آورد، اما پیشنهاد تایلر شکست خورد. پایدارترین تلاش او در این دوره دوم قانونگذاری، نجات کالج ویلیام اند مری بود، که خطر تعطیلی آن را به دلیل کاهش ثبت نام به همراه داشت. تایلر به جای انتقال آن از روستایی ویلیامزبرگ به پایتخت پرجمعیت‌تر ریچموند، همان‌طور که برخی پیشنهاد کردند، اصلاحات اداری و مالی را پیشنهاد کرد. در سال ۱۸۴۰، مدرسه به بالاترین میزان ثبت نام خود دست یافت.

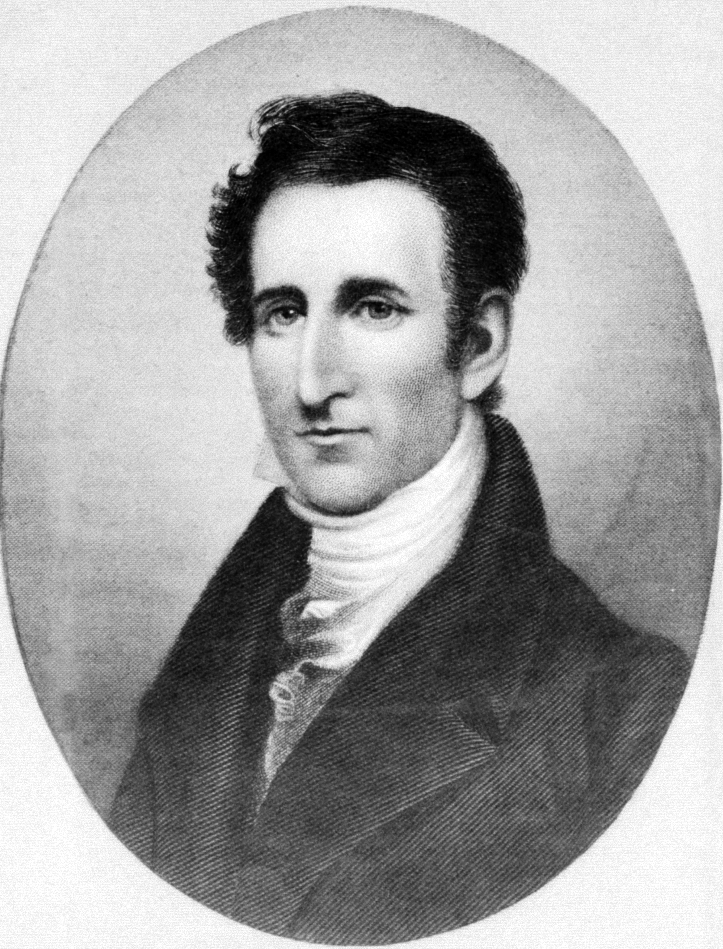
حکاکی از تایلر (حدود ۱۸۲۶) به عنوان فرماندار ویرجینیا

ثروت سیاسی تایلر در حال رشد بود. او به عنوان یک نامزد احتمالی در بحث قانونگذاری برای انتخابات سال ۱۸۲۴ سنای ایالات متحده در نظر گرفته شد. او در دسامبر ۱۸۲۵ برای فرمانداری ویرجینیا نامزد شد، سمتی که سپس توسط مجلس قانونگذاری منصوب شد. تایلر با ۱۳۱–۸۱ بر جان فلوید انتخاب شد. دفتر فرماندار تحت قانون اساسی ویرجینیا (۱۷۷۶–۱۸۳۰) ناتوان بود و حتی فاقد حق وتو بود. تایلر از یک پلتفرم سخنوری برجسته برخوردار بود، اما نمی‌توانست روی مجلس قانونگذاری تأثیر بگذارد. بارزترین عمل او به عنوان فرماندار، ایراد سخنرانی در مراسم تشییع جنازه رئیس‌جمهور سابق جفرسون، ویرجینیایی و فرماندار سابق بود که در ۴ ژوئیه ۱۸۲۶ درگذشت.
در غیر این صورت، فرمانداری تایلر بدون حادثه بود. او حقوق ایالت‌ها را ترویج می‌کرد و قاطعانه با هرگونه تمرکز قدرت فدرال مخالف بود. برای خنثی کردن پیشنهادهای زیرساختی فدرال، وی به ویرجینیا پیشنهاد کرد که سیستم جاده‌ای خود را فعالانه گسترش دهد. پیشنهادی برای گسترش سیستم مدارس دولتی با بودجه ضعیف ارائه شد، اما هیچ اقدام قابل توجهی انجام نشد. تایلر به اتفاق آرا برای دومین دوره یک ساله در دسامبر ۱۸۲۶ انتخاب شد.
در سال ۱۸۲۹، تایلر به عنوان نماینده کنوانسیون قانون اساسی ویرجینیا ۱۸۲۹–۱۸۳۰ از ناحیه شامل شهرهای ریچموند و ویلیامزبورگ و شهرستان چارلز سیتی، شهرستان جیمز سیتی، شهرستان هنریکو، شهرستان نیو کنت، شهرستان وارویک و شهرستان یورک انتخاب شد. در آنجا، او در کنار قاضی ارشد جان مارشال (ساکن ریچموند)، فیلیپ ان. نیکلاس و جان بی. کلوپتون خدمت کرد. رهبری او را به کمیته قانونگذاری منصوب کرد. خدمات تایلر در سمت‌های مختلف در سطح ایالتی شامل رئیس‌جمهور انجمن استعمار ویرجینیا و خیلی بعد به عنوان رئیس کالج ویلیام اند مری بود.

### سنای آمریکا
در ژانویه ۱۸۲۷، مجمع عمومی به بررسی این موضوع پرداخت که آیا سناتور ایالات متحده جان رندولف را برای یک دوره کامل شش ساله انتخاب کند یا خیر. رندولف شخصیتی بحث‌برانگیز بود. اگر چه او دیدگاه‌های سرسختانه در مورد حقوق ایالت‌ها را داشت که اکثر نمایندگان ویرجینیا داشتند، اما به خاطر لفاظی‌های آتشین و رفتارهای نامنظم در مجلس سنا شهرت داشت که متحدانش را در موقعیتی نامناسب قرار می‌داد. علاوه بر این، او با مخالفت شدید رئیس‌جمهور جان کوئینسی آدامز و سناتور کنتاکی، هنری کلی، دشمنی پیدا کرده بود. ملی گرایان حزب دموکرات-جمهوری‌خواه، که از آدامز و کلی حمایت می‌کردند، اقلیت قابل توجهی در مجلس قانونگذاری ویرجینیا بودند. آنها امیدوار بودند که با به دست آوردن رأی حامیان حقوق ایالت‌هایی که از شهرت سناتور ناراحت بودند، رندولف را برکنار کنند. آنها به تایلر نزدیک شدند و قول دادند که اگر او به دنبال کرسی باشد، از آنها حمایت کنند. تایلر بارها این پیشنهاد را رد کرد و از رندولف به عنوان بهترین نامزد حمایت کرد، اما فشار سیاسی همچنان افزایش یافت. در نهایت او موافقت کرد که در صورت انتخاب، کرسی را بپذیرد. در روز رای‌گیری، یکی از اعضای مجمع استدلال کرد که هیچ تفاوت سیاسی بین نامزدها وجود ندارد - تایلر موافق‌تر از رندولف بود. حامیان رئیس فعلی ادعا کردند که انتخاب تایلر تأیید ضمنی دولت آدامز خواهد بود. قوه مقننه تایلر را با رای ۱۱۵–۱۱۰ انتخاب کرد و او در ۴ مارس ۱۸۲۷ با شروع دوره سنا او از فرمانداری استعفا داد.

#### دموکراتیک مغرور
در زمان انتخابات سناتوری تایلر، مبارزات انتخاباتی سال ۱۸۲۸ برای ریاست جمهوری در حال انجام بود. آدامز، رئیس‌جمهور فعلی، توسط اندرو جکسون به چالش کشیده شد. دموکرات-جمهوری خواهان به جمهوری خواهان ملی آدامز و دموکرات‌های جکسون تقسیم شده بودند. تایلر از هر دو نامزد به دلیل تمایل آنها برای افزایش قدرت دولت فدرال متنفر بود، اما به‌طور فزاینده ای به سمت جکسون کشیده شد، به این امید که او به اندازه آدامز به دنبال خرج کردن پول فدرال برای بهبودهای داخلی نباشد. او در مورد جکسون نوشت: «با روی آوردن به او حداقل ممکن است به امید افراط کنم؛ با نگاه کردن به آدامز باید ناامید شوم.»
هنگامی که کنگره بیستم در دسامبر ۱۸۲۷ آغاز شد، تایلر در کنار همکار و دوست ویرجینیا لیتلتون دبلیو. تیزول، که دیدگاه‌های سخت‌گیرانه ساختارگرایانه و حمایت ناخوشایند او از جکسون را داشت، خدمت کرد. تایلر در طول دوران تصدی خود به شدت با لوایح زیرساخت‌های ملی مخالف بود و احساس می‌کرد که اینها مسائلی هستند که هر ایالت باید تصمیم بگیرند. او و همکاران جنوبی‌اش به‌طور ناموفقی با تعرفه حمایت‌گرایانه ۱۸۲۸ که توسط مخالفان آن به عنوان «تعرفه زشت‌ها» شناخته می‌شود، مخالفت کردند. تایلر پیشنهاد کرد که تنها نتیجه مثبت تعرفه یک واکنش سیاسی ملی خواهد بود که احترام به حقوق ایالت‌ها را احیا می‌کند. او همچنان حامی سرسخت حقوق ایالت‌ها بود و گفت: «آنها ممکن است با یک کلمه حکومت فدرال را از بین ببرند؛ قانون اساسی را خراب کنند و تکه‌های آن را به باد پراکنده کنند».
تایلر به زودی با پرزیدنت جکسون مخالفت کرد و از سیستم تاراج تازه در حال ظهور جکسون ناامید شد و آن را به عنوان یک «سلاح انتخاباتی» توصیف کرد. او به بسیاری از نامزدهای جکسون رای منفی داد، زمانی که به نظر می‌رسید که آنها خلاف قانون اساسی یا انگیزه حمایت از او هستند. مخالفت با نامزدی یک رئیس‌جمهور حزب او «اقدامی شورشی» علیه حزب او تلقی می‌شد. تایلر به‌ویژه از استفاده جکسون از قدرت انتصاب تعطیلات برای نام‌گذاری سه کمیسر معاهده برای ملاقات با فرستادگان امپراتوری عثمانی آزرده خاطر شد و لایحه‌ای را برای تنبیه جکسون برای این کار ارائه کرد.
در برخی موارد، تایلر با جکسون رابطه خوبی داشت. او از جکسون به دلیل وتوی پروژه تأمین مالی جاده میسویل، که جکسون آن را خلاف قانون اساسی می‌دانست، دفاع کرد. او به تأیید چندین انتصاب جکسون، از جمله مارتین ون بیورن، معاون آینده جکسون، به عنوان وزیر ایالات متحده در بریتانیا رأی داد. موضوع اصلی در انتخابات ریاست جمهوری ۱۸۳۲، بازنویسی بانک دوم ایالات متحده بود که هم تایلر و هم جکسون با آن مخالف بودند. کنگره در ژوئیه ۱۸۳۲ به بازنشستگی بانک رای داد و جکسون به دلایل قانونی و عملی این لایحه را وتو کرد. تایلر به حفظ حق وتو رأی داد و جکسون را در تلاش موفق خود برای انتخاب مجدد تأیید کرد.

#### جدا شدن از حزب دموکرات
روابط ناآرام تایلر با حزبش در طول کنگره ۲۲، با شروع بحران بی‌ثباتی ۱۸۳۲–۱۸۳۳، به اوج رسید. کارولینای جنوبی که تهدید به جدایی می‌کرد، در نوامبر ۱۸۳۲ فرمان لغو را به تصویب رساند و «تعرفهٔ مکروهات» را در مرزهای خود باطل اعلام کرد. این مسئله قانون اساسی را مطرح کرد که آیا ایالت‌ها می‌توانند قوانین فدرال را باطل کنند یا خیر. جکسون که چنین حقی را انکار می‌کرد، آماده امضای لایحه نیرو شد که به دولت فدرال اجازه می‌داد از اقدام نظامی برای اجرای تعرفه استفاده کند. تایلر که با دلایل ابطال کارولینای جنوبی همدردی می‌کرد، استفاده جکسون از نیروی نظامی علیه یک ایالت را رد کرد و در فوریه ۱۸۳۳ سخنرانی کرد و نظرات خود را بیان کرد. او از تعرفه سازش کلی، که در آن سال تصویب شد، برای کاهش تدریجی تعرفه در طی ده سال، و کاهش تنش بین ایالت‌ها و دولت فدرال، حمایت کرد.
تایلر در رای دادن به لایحه نیرو، می‌دانست که برای همیشه جناح طرفدار جکسون در مجلس ویرجینیا را از خود دور خواهد کرد، حتی آنهایی که تا این لحظه بی‌نظمی او را تحمل کرده بودند. این انتخاب مجدد او را در فوریه ۱۸۳۳ به خطر انداخت، که در آن او با جیمز مک داول دموکرات طرفدار دولت روبرو شد، اما با تأیید کلی، تایلر با اختلاف ۱۲ رأی مجدداً انتخاب شد.
جکسون با حرکت به سمت انحلال بانک توسط مدیریت اجرایی، تایلر را آزار داد. در سپتامبر ۱۸۳۳، جکسون دستوری اجرایی صادر کرد و به وزیر خزانه داری راجر بی تانی دستور داد تا وجوه فدرال را از بانک به بانک‌های رسمی ایالتی فوراً منتقل کند. تایلر این را به عنوان «تسخیر آشکار قدرت»، نقض قرارداد، و تهدیدی برای اقتصاد می‌دانست. پس از ماه‌ها درد و رنج، او تصمیم گرفت به مخالفان جکسون بپیوندد. او که در کمیته مالی سنا نشسته بود، در مارس ۱۸۳۴ به دو قطعنامه سرزنش علیه رئیس‌جمهور رأی داد. در این زمان، تایلر به حزب تازه تأسیس ویگ کلی که کنترل سنا را در دست داشت، وابسته شده بود. در ۳ مارس ۱۸۳۵، در حالی که تنها ساعت‌ها به جلسه کنگره باقی مانده بود، ویگ‌ها به تایلر رئیس موقت مجلس سنا را به عنوان یک حرکت نمادین تأیید رأی دادند. او تنها رئیس‌جمهور ایالات متحده است که این مقام را بر عهده داشته است.
اندکی پس از آن، دموکرات‌ها کنترل مجلس نمایندگان ویرجینیا را به دست گرفتند. به تایلر در ازای استعفای کرسی خود پیشنهاد قضاوت داده شد، اما او نپذیرفت. او متوجه شد که چه اتفاقی می‌افتد: قوه مقننه به زودی او را مجبور می‌کرد که برخلاف عقاید قانون اساسی‌اش رأی دهد. سناتور توماس هارت بنتون از میزوری لایحه ای را ارائه کرده بود که محکومیت جکسون را حذف می‌کرد. با قطعنامه مجلس قانونگذاری تحت کنترل دموکرات‌ها، تایلر می‌تواند به این لایحه رای دهد. اگر دستورها را نادیده می‌گرفت، اصول خودش را زیر پا می‌گذاشت: «اولین اقدام زندگی سیاسی من توهین به آقایان گیلز و برنت به دلیل مخالفت با دستورالعمل‌ها بود». در طول چند ماه بعد، او از دوستانش مشورت گرفت، آنها توصیه‌های متناقضی به او دادند. در اواسط فوریه، او احساس کرد که کارش در سنا به احتمال زیاد به پایان رسیده است. او در ۲۹ فوریه ۱۸۳۶ نامه استعفای خود را به معاون رئیس‌جمهور ون بیورن صادر کرد و در بخشی از آن گفت:
«من در دوران بازنشستگی اصولی را که با خود به زندگی عمومی آوردم همراه خود خواهم داشت و با تسلیم مقام عالی که با صدای مردم ویرجینیا به آن فراخوانده شدم، برای فرزندانم سرمشقی قرار خواهم داد که باید به آنها بیاموزید که وقتی قرار است به فدای شرافت دست یابند یا به دست بیایند، به عنوان هیچ مکان و مقامی تلقی نکنند.»

### انتخابات ریاست جمهوری ۱۸۳۶
در حالی که تایلر می‌خواست به زندگی خصوصی و خانواده خود رسیدگی کند، به زودی درگیر انتخابات ریاست جمهوری ۱۸۳۶ شد. او از اوایل سال ۱۸۳۵ به عنوان نامزد معاون رئیس‌جمهور پیشنهاد شده بود، و در همان روزی که دموکرات‌های ویرجینیا دستورالعمل حذف را صادر کردند، ویرجینیا ویگ‌ها او را به عنوان نامزد خود معرفی کردند. حزب جدید ویگ به اندازه کافی سازماندهی نشده بود که بتواند یک کنوانسیون ملی برگزار کند و یک بلیط واحد را علیه ون بیورن، جانشین منتخب جکسون، نامگذاری کند. در عوض، ویگ‌ها در مناطق مختلف بلیط‌های مورد علاقه خود را ارائه کردند که نشان‌دهنده ائتلاف ضعیف حزب است: ویگ‌های ماساچوست دنیل وبستر و فرانسیس گرنجر را نامزد کردند، ضد ماسونهای ایالت‌های شمالی و مرزی از ویلیام هنری هریسون و گرنجر حمایت کردند و ایالت‌ها مدافعان حقوق جنوب میانه و پایین هیو لاسون وایت و جان تایلر را نامزد کردند. در مریلند، بلیط ویگ هریسون و تایلر و در کارولینای جنوبی ویلی پرسون منگوم و تایلر بود. ویگ‌ها می‌خواستند ون بیورن را از اکثریت در کالج الکترال محروم کنند و انتخابات را به مجلس نمایندگان بفرستند، جایی که می‌توانست معامله شود. تایلر امیدوار بود که انتخاب کنندگان نتوانند معاون رئیس‌جمهور را انتخاب کنند، و او یکی از دو رأی دهنده برتر باشد که سنا، بر اساس متمم دوازدهم، باید از میان آنها انتخاب کند.
تایلر با پیروی از عرف زمانه - که به نظر نمی‌رسد نامزدها به دنبال این دفتر باشند - در طول مبارزات انتخاباتی در خانه ماند و هیچ سخنرانی نکرد. او در انتخابات نوامبر ۱۸۳۶ تنها ۴۷ رای الکترال از جورجیا، کارولینای جنوبی و تنسی به دست آورد، پس از گرنجر و نامزد دموکرات، ریچارد ام. جانسون از کنتاکی. هریسون نامزد اصلی ویگ برای ریاست جمهوری بود، اما او به ون بیورن شکست خورد.انتخابات ریاست جمهوری توسط کالج الکترال حل و فصل شد، اما برای تنها بار در تاریخ آمریکا، انتخابات معاون رئیس‌جمهور توسط سنا تصمیم‌گیری شد، که جانسون را به جای گرنجر در اولین رای‌گیری انتخاب کرد.

### شخصیت سیاسی ملی
تایلر به عنوان یک سناتور ایالات متحده وارد سیاست ویرجینیا شده بود. از اکتبر ۱۸۲۹ تا ژانویه ۱۸۳۰، او به عنوان یکی از اعضای کنوانسیون قانون اساسی ایالتی خدمت کرد، نقشی که او تمایلی به قبول آن نداشت. قانون اساسی اولیه ویرجینیا نفوذ زیادی به بخش‌های شرقی محافظه‌کارتر این ایالت داد، زیرا تعداد مساوی قانونگذار را به هر شهرستان بدون توجه به جمعیت اختصاص داد و فقط به صاحبان املاک حق رأی داد. این کنوانسیون به شهرستان‌های پرجمعیت تر و لیبرال ویرجینیای غربی فرصتی داد تا نفوذ خود را گسترش دهند. تایلر که برده‌داری از ویرجینیای شرقی بود، از سیستم موجود حمایت کرد، اما تا حد زیادی در طول مناظره در حاشیه ماند و نمی‌خواست هیچ‌یک از جناح‌های سیاسی ایالت را از خود دور کند. او بر کار خود در سنا متمرکز بود، که نیاز به حمایت گسترده‌ای داشت، و در طول کنوانسیون سخنرانی‌هایی داشت که سازش و وحدت را ترویج می‌کرد.
پس از انتخابات ۱۸۳۶، تایلر فکر کرد که حرفه سیاسی او به پایان رسیده است و قصد داشت به وکالت خصوصی بازگردد. در پاییز ۱۸۳۷ یکی از دوستانش ملک قابل توجهی را در ویلیامزبرگ به او فروخت. تایلر که نمی‌توانست از سیاست دور بماند، با موفقیت به دنبال انتخاب شدن در مجلس نمایندگان بود و در سال ۱۸۳۸ به کرسی نشست. او در این مرحله یک شخصیت سیاسی ملی بود و سومین خدمت نماینده‌اش به موضوعات ملی مانند فروش زمین‌های عمومی دست زد.
جانشین تایلر در سنا، ویلیام سی. ریوس، یک دموکرات محافظه کار بود. در فوریه ۱۸۳۹، مجمع عمومی در نظر گرفت که چه کسی باید آن کرسی را پر کند که قرار بود ماه بعد منقضی شود. ریوس از حزب خود دور شده بود که نشان از اتحاد احتمالی با ویگ‌ها داشت. از آنجایی که تایلر قبلاً به‌طور کامل دموکرات‌ها را رد کرده بود، انتظار داشت ویگ‌ها از او حمایت کنند. با این حال، بسیاری از ویگ‌ها ریوس را از نظر سیاسی گزینه مناسب‌تری می‌دانستند، زیرا امیدوار بودند با جناح محافظه‌کار حزب دموکرات در انتخابات ریاست‌جمهوری ۱۸۴۰ متحد شوند. این استراتژی توسط هنری کلی، رهبر ویگ، که با این وجود در آن زمان تایلر را تحسین می‌کرد، حمایت می‌شد. با تقسیم آرا در میان سه نامزد، از جمله ریوس و تایلر، کرسی سنا تقریباً دو سال، تا ژانویه ۱۸۴۱، خالی ماند.

## انتخابات ریاست جمهوری ۱۸۴۰

### اضافه کردن تایلر به بلیط

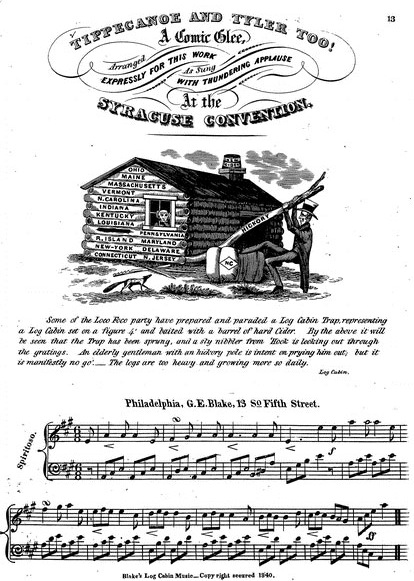
"تیپکانو و تایلر هم"

هنگامی که کنوانسیون ملی ویگ در سال ۱۸۳۹ در هریسبورگ، پنسیلوانیا برای انتخاب بلیط حزب تشکیل شد، کشور در سومین سال رکود اقتصادی جدی به دنبال وحشت سال ۱۸۳۷ بود. تلاش‌های بی‌اثر ون بیورن برای مقابله با این وضعیت به قیمت حمایت عمومی از او تمام شد. در حالی که حزب دموکرات به چند دسته تقسیم شده است، رئیس بلیط ویگ احتمالاً رئیس‌جمهور بعدی خواهد بود. هریسون، کلی و ژنرال وینفیلد اسکات همگی به دنبال این نامزدی بودند. تایلر در کنوانسیون شرکت کرد و در کنار هیئت ویرجینیا بود، اگرچه هیچ مقام رسمی نداشت. به دلیل تلخی در مورد انتخابات حل نشده سنا، هیئت ویرجینیا از انتخاب تایلر پسر مورد علاقه خود برای معاون رئیس‌جمهور خودداری کرد. خود تایلر هیچ کاری برای کمک به شانس او انجام نداد. اگر نامزد مورد علاقه او برای نامزدی ریاست جمهوری، کلی، موفق می‌شد، احتمالاً برای مقام دوم در بلیط انتخاب نمی‌شد، که احتمالاً برای اطمینان از تعادل جغرافیایی به یک شمالی می‌رسد.
کنوانسیون در میان سه نامزد اصلی به بن‌بست رسید و آرای ویرجینیا به کلی رسید. بسیاری از ویگ‌های شمالی با کلی مخالف بودند، و برخی از جمله تادئوس استیونس از پنسیلوانیا، نامه‌ای از اسکات را به ویرجینیایی‌ها نشان دادند که در آن ظاهراً احساسات لغو را نشان می‌داد. سپس هیئت بانفوذ ویرجینیا اعلام کرد که هریسون گزینه دوم آن است و باعث شد که اکثر حامیان اسکات او را به نفع هریسون، که نامزد ریاست جمهوری شد، رها کنند.
نامزدی معاونت ریاست جمهوری بی‌اهمیت تلقی شد. هیچ رئیس‌جمهوری نتوانست دوره انتخابی خود را کامل کند. توجه زیادی به این انتخاب صورت نگرفت و جزئیات چگونگی دستیابی تایلر به آن نامشخص است. چیتوود خاطرنشان کرد که تایلر یک نامزد منطقی بود: او به عنوان یک برده‌دار جنوبی، بلیط را متعادل می‌کرد و همچنین ترس جنوبی‌هایی که احساس می‌کردند هریسون ممکن است تمایلات لغوی داشته باشد را کاهش داد. تایلر در سال ۱۸۳۶ کاندیدای معاونت ریاست جمهوری شده بود، و داشتن او در بلیط ممکن بود ویرجینیا، پرجمعیت‌ترین ایالت جنوب را برنده شود. یکی از مدیران کنوانسیون، ناشر نیویورک، تورلو وید، ادعا کرد که "تایلر در نهایت دستگیر شد زیرا ما نتوانستیم کسی را بپذیریم" - اگرچه او این را تا پس از وقفه بعدی بین پرزیدنت تایلر و حزب ویگ نگفت. دیگر دشمنان تایلر ادعا کردند که او پس از گریه به خاطر شکست کلی در کاخ سفید گریه کرده است. این بعید بود، زیرا کنتاکی‌ها از ریوس رقیب تایلر در انتخابات سنا حمایت کرده بودند. نام تایلر در رای‌گیری ارائه شد، و اگرچه ویرجینیا رای ممتنع داد، اما اکثریت لازم را به دست آورد. به عنوان رئیس‌جمهور، تایلر متهم شد که با پنهان کردن نظرات خود به این نامزدی دست یافته است و پاسخ داد که از او در مورد آنها سؤال نشده است. زندگینامه نویس او رابرت سیگر دوم معتقد بود که تایلر به دلیل کمبود نامزدهای جایگزین انتخاب شده است. سیگر نتیجه گرفت، "او را بر روی بلیط گذاشتند تا جنوب را به هریسون بکشاند. نه بیشتر، نه کمتر.

### انتخابات عمومی
هیچ مواضع‌نامه ویگ وجود نداشت - رهبران حزب به این نتیجه رسیدند که تلاش برای جمع‌آوری آن، حزب را از هم می‌پاشد؛ بنابراین ویگ‌ها با مخالفت خود با ون بیورن، او و دموکرات‌هایش را مقصر رکود می‌دانستند. در اصول مبارزات انتخاباتی، تایلر به دلیل صداقت در استعفا به دلیل دستورهای قانونگذار ایالتی مورد ستایش قرار گرفت. ویگ‌ها در ابتدا امیدوار بودند که هریسون و تایلر را سرکوب کنند تا مبادا بیانیه‌های سیاستی ارائه کنند که بخش‌هایی از حزب را بیگانه کند. اما پس از اینکه رقیب دموکرات تایلر، معاون رئیس‌جمهور جانسون، یک تور سخنرانی موفق انجام داد، از تایلر خواسته شد تا از ویلیامزبرگ به کلمبوس، اوهایو سفر کند و در آنجا در یک کنوانسیون محلی سخنرانی کند، در یک سخنرانی با هدف اطمینان دادن به شمالی‌ها که با نظرات هریسون موافق است. تایلر در سفر نزدیک به دوماهه خود در تجمعات سخنرانی کرد. او نمی‌توانست از پرسش‌ها اجتناب کند و پس از اعتراف به این که از تعرفه سازش حمایت می‌کند (بسیاری از ویگ‌ها حمایت نمی‌کردند)، به نقل‌قول از سخنرانی‌های مبهم هریسون متوسل شد. در سخنرانی دو ساعته خود در کلمبوس، تایلر به‌طور کامل از موضوع بانک ایالات متحده، یکی از سوالات مهم روز اجتناب کرد.
برای پیروزی در انتخابات، رهبران ویگ تصمیم گرفتند که مردم را در سراسر کشور بسیج کنند، از جمله زنان، که پس از آن نمی‌توانستند رای دهند. این اولین باری بود که یک حزب سیاسی آمریکایی زنان را در فعالیت‌های مبارزاتی در مقیاس گسترده شامل می‌شد و زنان در ویرجینیا تایلر از طرف او فعال بودند. حزب امیدوار بود که از مسائل اجتناب کند و از طریق اشتیاق عمومی، با راهپیمایی‌های مشعل و راهپیمایی‌های سیاسی مشعل پیروز شود. هنگامی که مطبوعات دموکرات هریسون را به عنوان یک سرباز پیر ترسیم کردند که اگر یک بشکه شراب سیب سفت را در کلبه چوبی خود بنوشند، از مبارزات انتخاباتی خود کناره‌گیری می‌کند، ویگ‌ها مشتاقانه تصویر را تصرف کردند و کمپین کلبه چوبی شکل گرفت. این واقعیت که هریسون در یک ملک عمارت در کنار رودخانه اوهایو زندگی می‌کرد و اینکه تایلر از وضع مالی خوبی برخوردار بود نادیده گرفته شد، در حالی که تصاویر کلبه چوبی در همه جا ظاهر می‌شد، از بنرها گرفته تا بطری‌های ویسکی. شراب سیب نوشیدنی مورد علاقه بسیاری از کشاورزان و بازرگانان بود، و ویگ‌ها ادعا کردند که هریسون نوشیدنی مردم عادی را ترجیح می‌دهد.

نقشه آرای انتخاباتی ۱۸۴۰

خدمت سربازی نامزد ریاست جمهوری مورد تأکید قرار گرفت، بنابراین صدای جرنگ معروف مبارزات انتخاباتی، "تیپکانو و تایلر هم" با اشاره به پیروزی هریسون در نبرد تیپکانو. کلوپ‌های گلی در سراسر کشور رشد کردند و آهنگ‌های میهن‌پرستانه و الهام‌بخش می‌خواندند: یکی از سردبیران دموکرات اظهار داشت که جشنواره‌های ترانه در حمایت از حزب ویگ فراموش نشدنی است. در میان اشعاری که خوانده شد، «ما به تایلر رأی خواهیم داد بنابراین/بدون چرا یا برای چه» بود. لوئیس هچ، در تاریخ معاونت ریاست جمهوری، خاطرنشان کرد: "ویگ‌ها غرش کردند، آواز خواندند، و "قهرمان تیپکانو" را به کاخ سفید رساندند".
کلی، اگرچه از شکست‌های متعدد خود برای ریاست‌جمهوری تلخ شده بود، اما با کناره‌گیری تایلر از رقابت هنوز حل‌نشده سنا، که اجازه انتخاب ریوس را می‌داد، مماشات شد و در ویرجینیا برای بلیط هریسون/تایلر به مبارزات انتخاباتی پرداخت. تایلر پیش‌بینی کرد که ویگ‌ها به راحتی ویرجینیا را تصرف خواهند کرد. هنگامی که ثابت شد اشتباه می‌کرد، خجالت کشید، اما با پیروزی کلی تسلی گرفت - هریسون و تایلر با رای الکترال ۲۳۴–۶۰ و با کسب ۵۳ درصد آرای مردم پیروز شدند. ون بیورن تنها هفت ایالت از ۲۶ ایالت را تصاحب کرد. ویگ‌ها کنترل هر دو مجلس کنگره را به دست آوردند.

## معاون ریاست جمهوری (۱۸۴۱)
به عنوان معاون رئیس‌جمهور منتخب، تایلر بی سر و صدا در خانه خود در ویلیامزبرگ ماند. او به‌طور خصوصی ابراز امیدواری کرد که هریسون تعیین‌کننده باشد و اجازه دسیسه در کابینه، به ویژه در روزهای اول دولت را ندهد. تایلر در انتخاب کابینه شرکت نکرد و کسی را برای پست فدرال در دولت جدید ویگ توصیه نکرد. هریسون که توسط جویندگان دفتر و خواسته‌های سناتور کلی غرق شده بود، دو بار نامه‌هایی را برای تایلر ارسال کرد و از او در مورد اینکه آیا یک منصوب شده ون بیورن باید برکنار شود یا خیر، درخواست کرد. در هر دو مورد، تایلر مخالفت را توصیه کرد و هریسون نوشت: «آقای تایلر می‌گوید که آنها نباید حذف شوند و من آنها را حذف نمی‌کنم.» هر چند در مورد سیاست بحث نکردند.

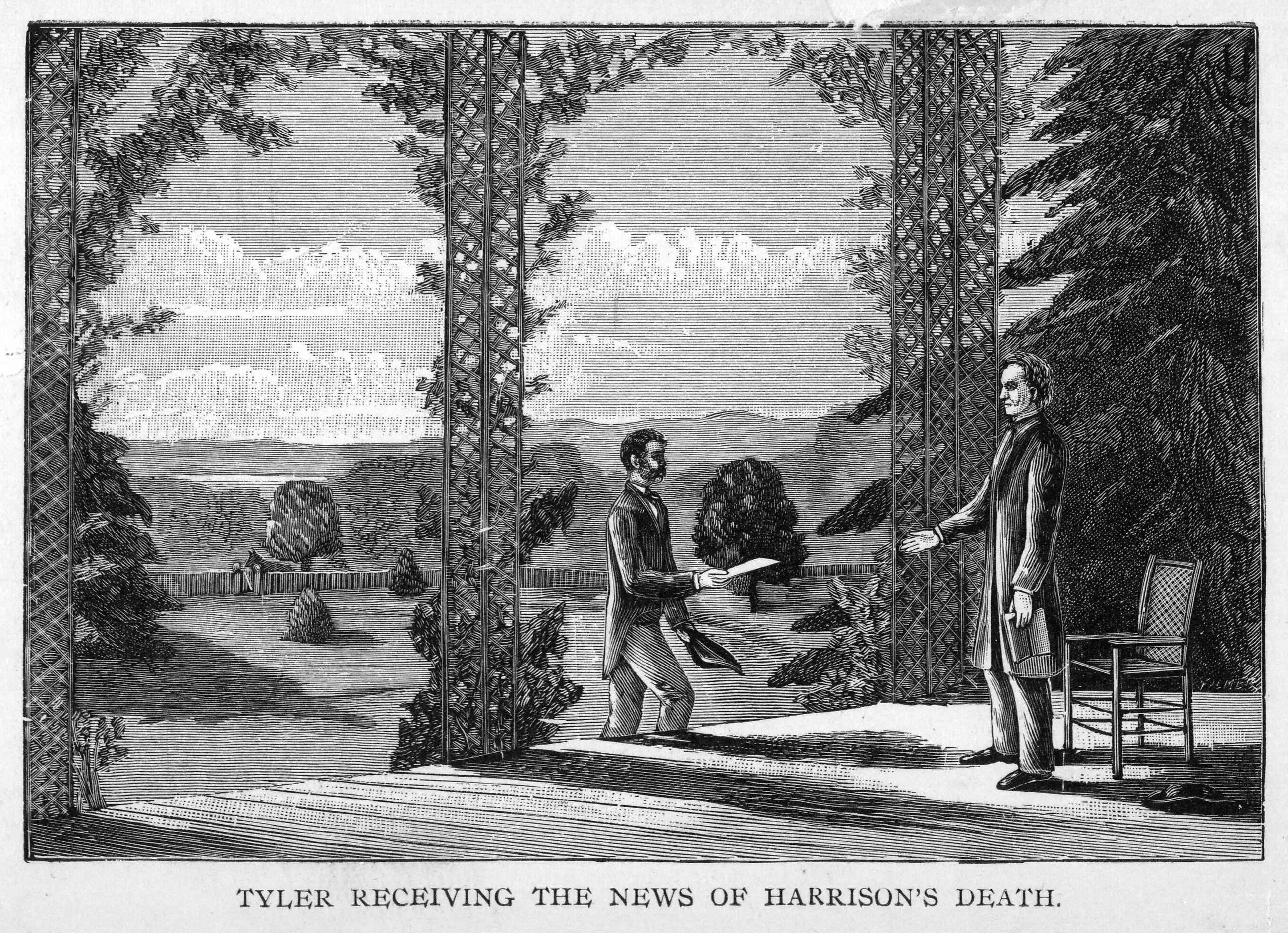
تصویر ۱۸۸۸ از پرزیدنت تایلر که خبر مرگ پرزیدنت هریسون را از دست کارمند ارشد وزارت امور خارجه فلچر وبستر دریافت کرد.

تایلر در ۴ مارس ۱۸۴۱ در مجلس سنا سوگند یاد کرد و قبل از ادای سوگند برای سناتورهای جدید و سپس شرکت در مراسم تحلیف هریسون، یک سخنرانی سه دقیقه ای در مورد حقوق ایالت‌ها ایراد کرد. پس از سخنرانی دو ساعته رئیس‌جمهور جدید در برابر جمعیت زیادی در هوای سرد، تایلر برای دریافت نامزدهای کابینه رئیس‌جمهور به مجلس سنا بازگشت و روز بعد ریاست تاییدیه‌ها را بر عهده داشت - در مجموع دو ساعت به عنوان رئیس مجلس سنا. او که انتظار مسئولیت کمی داشت، سپس واشینگتن را ترک کرد و بی سر و صدا به خانه خود در ویلیامزبرگ بازگشت. سیگر بعدها نوشت: «اگر ویلیام هنری هریسون زندگی می‌کرد، جان تایلر بدون شک به اندازه هر معاون رئیس‌جمهور در تاریخ آمریکا مبهم بود.»
در همین حال، هریسون تلاش کرد تا با خواسته‌های کلی و دیگرانی که به دنبال مناصب و نفوذ در دولت او بودند، عمل کند. سن و سلامتی هریسون در طول مبارزات انتخاباتی مخفی نبود و مسئله جانشینی ریاست جمهوری در ذهن هر سیاستمداری بود. چند هفته اول ریاست جمهوری به سلامت هریسون آسیب وارد کرد و پس از اینکه در اواخر ماه مارس در طوفان باران گرفتار شد، او به سینه‌پهلو و پلوریت مبتلا شد. وزیر امور خارجه دنیل وبستر در ۱ آوریل به تایلر دربارهٔ بیماری هریسون خبر داد. دو روز بعد، جیمز لیون، وکیل ریچموند، با این خبر نوشت که رئیس‌جمهور بدتر شده است، و گفت: «از اینکه با نامه فردا بشنوم که ژنل هریسون دیگر نیست، تعجب نمی‌کنم». تصمیم گرفت به واشینگتن سفر نکند، زیرا نمی‌خواست در پیش‌بینی مرگ هریسون نامناسب ظاهر شود. در سحرگاه ۵ آوریل، پسر وبستر، فلچر، منشی ارشد وزارت امور خارجه، به خانه تایلر ویلیامزبرگ رسید تا به‌طور رسمی به او از مرگ هریسون صبح روز قبل اطلاع دهد. تایلر ویلیامزبرگ را ترک کرد و در سحرگاه روز بعد به واشینگتن رسید.

## ریاست جمهوری (۱۸۴۱–۱۸۴۵)

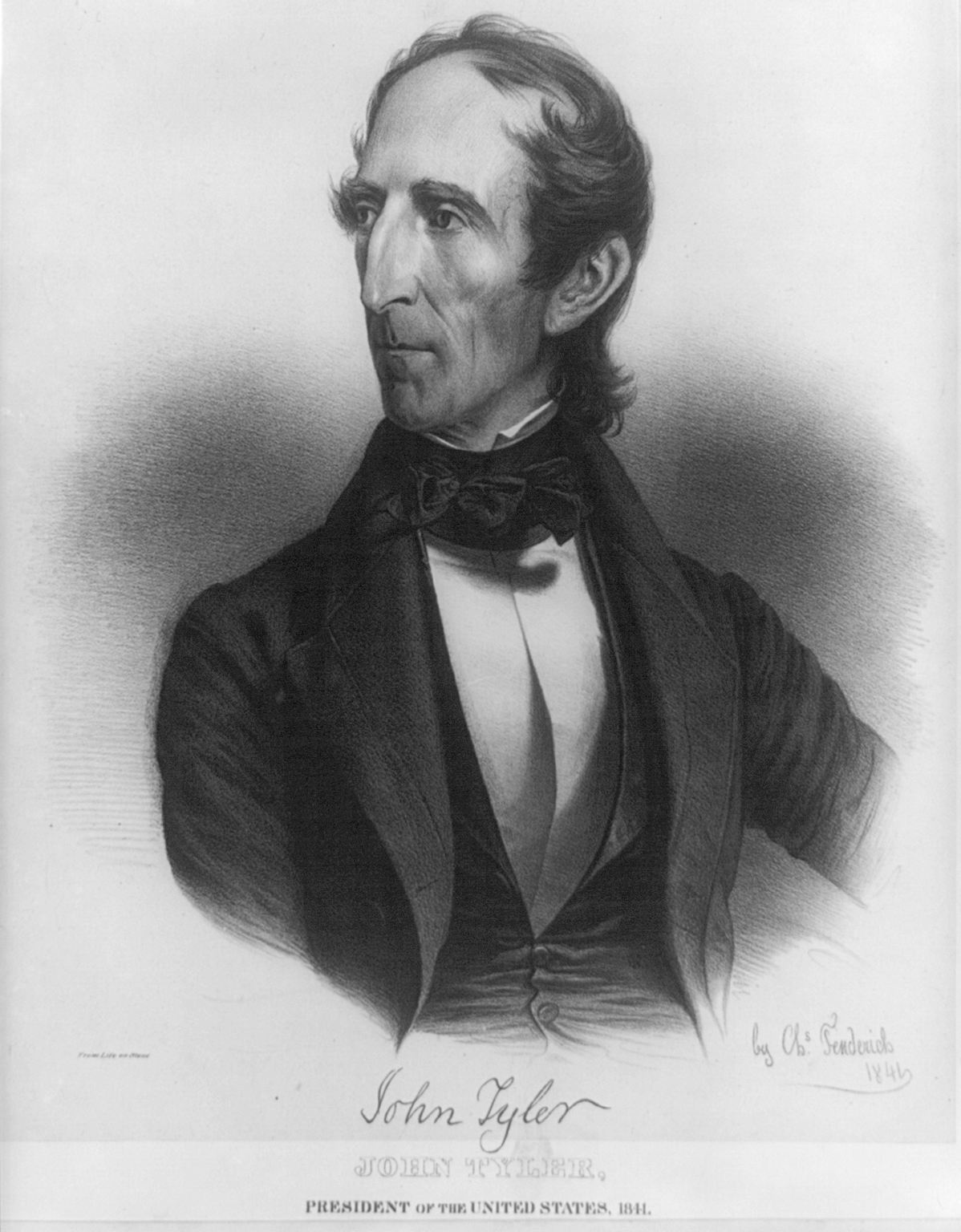
رئیس‌جمهور جان تایلر۱۸۴۱

مرگ هریسون در مقام ریاست جمهوری یک رویداد بی‌سابقه بود که باعث عدم اطمینان قابل توجهی در مورد جانشینی ریاست جمهوری شد. ماده ۲، بخش ۱، بند ۶ قانون اساسی ایالات متحده، که در آن زمان بر جانشینی ریاست جمهوری درون دوره ای حاکم بود (که اکنون توسط متمم بیست و پنجم جایگزین شده است)، می‌گوید:
«در صورت عزل رئیس‌جمهور از سمت خود یا فوت، استعفا یا ناتوانی وی در انجام صلاحیت‌ها و وظایف دفتر مذکور، این امر به عهده معاون رئیس‌جمهور خواهد بود.»
تفسیر این دستور قانون اساسی به این سؤال منتهی شد که آیا سمت واقعی رئیس‌جمهور به تایلر واگذار شده است یا صرفاً اختیارات و وظایف آن. کابینه ظرف یک ساعت پس از مرگ هریسون تشکیل جلسه داد و طبق گزارشی که بعداً منتشر شد، تعیین کرد که تایلر «معاون رئیس‌جمهور موقت» خواهد بود. اما تایلر با قاطعیت تأکید کرد که قانون اساسی به او اختیارات کامل و بدون صلاحیت این دفتر را داده است. بر این اساس، او بلافاصله به عنوان رئیس‌جمهور سوگند یاد کرد، به کاخ سفید نقل مکان کرد و اختیارات کامل ریاست جمهوری را به دست گرفت. این یک سابقه حیاتی برای انتقال منظم قدرت پس از مرگ رئیس‌جمهور ایجاد کرد، اگرچه تا تصویب ۲۵ متمم در سال ۱۹۶۷ تدوین نشد. قاضی ویلیام کرانچ سوگند ریاست جمهوری را در اتاق هتل تایلر ادا کرد. تایلر این سوگند را مازاد بر سوگند خود به عنوان معاون رئیس‌جمهور می‌دانست، اما می‌خواست هر گونه شک و شبهه در مورد الحاق خود را برطرف کند. تایلر در سن ۵۱ سالگی به عنوان جوانترین رئیس‌جمهور تا آن زمان تبدیل شد. رکورد او به نوبه خود توسط جانشین بلافصلش جیمز پولک، که در سن ۴۹ سالگی افتتاح شد، پیشی گرفت.
«تایلر از ترس اینکه حامیان هریسون را از خود دور کند، تصمیم گرفت کل کابینه هریسون را حفظ کند، حتی با وجود اینکه چندین عضو آشکارا با او خصومت داشتند و از فرض او برای تصدی این دفتر ناراحت بودند.» سیاست گذاری با اکثریت آرا (این یک ادعای مشکوک بود، زیرا هریسون جلسات کمی در کابینه برگزار کرده بود و جسورانه قدرت خود را بر کابینه حداقل در یک جلسه ابراز کرده بود. کابینه کاملاً انتظار داشت که رئیس‌جمهور جدید به این رویه ادامه دهد. تایلر متحیر شد و بلافاصله آنها را اصلاح کرد:
«با عرض پوزش، آقایان؛ من بسیار خوشحالم که در کابینه خود چنین دولتمردانی توانا دارم که شما ثابت کرده‌اید. و من خوشحال خواهم شد که از مشاوره و راهنمایی شما استفاده کنم. اما من هرگز نمی‌توانم به من دیکته شود که چه کاری انجام دهم یا نه. من به عنوان رئیس‌جمهور مسئولیت اداره خود را بر عهده خواهم داشت. امیدوارم در اجرای اقدامات آن همکاری صمیمانه شما را داشته باشم. تا زمانی که شما صلاح می‌دانید که این کار را انجام دهید، من خوشحال خواهم شد که شما را با خود داشته باشم. اگر غیر از این فکر کنید، استعفای شما پذیرفته می‌شود.»
تایلر در ۹ آوریل سخنرانی افتتاحیه کتبی غیررسمی خود را به کنگره ایراد کرد که در آن بر اعتقاد خود به اصول اساسی دموکراسی جفرسونی و قدرت محدود فدرال تأکید کرد. ادعای تایلر برای رئیس‌جمهوری بلافاصله توسط اعضای مخالف کنگره مانند جان کوئینسی آدامز، که احساس می‌کرد تایلر باید سرپرستی تحت عنوان «رئیس‌جمهور موقت» باشد، یا به عنوان معاون رئیس‌جمهور باقی بماند، پذیرفته نشد. در میان کسانی که اقتدار تایلر را زیر سؤال بردند، کلی بود، که برنامه‌ریزی کرده بود تا زمانی که هریسون زنده بود، «قدرت واقعی در پشت تاج و تخت در حال حرکت» باشد و همین را برای تایلر در نظر داشت. کلی تایلر را به عنوان «معاون رئیس‌جمهور» و ریاست جمهوری او را صرفاً یک «نایب‌السلطنه» می‌دید.
تصویب این تصمیم توسط کنگره از طریق اطلاعیه معمولی که به رئیس‌جمهور می‌دهد، مبنی بر اینکه در جلسه است و برای دریافت پیام‌ها در دسترس است، انجام شد. در هر دو مجلس، اصلاحات ناموفقی برای ضربه زدن به کلمه «رئیس‌جمهور» به نفع زبان از جمله عبارت «معاون رئیس‌جمهور» برای اشاره به تایلر ارائه شد. رابرت جی واکر، سناتور می‌سی‌سی‌پی، در مخالفت، گفت که این ایده که تایلر هنوز معاون رئیس‌جمهور است و می‌تواند بر سنا ریاست کند، پوچ است. در ۳۱ مه ۱۸۴۱، مجلس قطعنامه مشترکی را تصویب کرد که تایلر را به عنوان «رئیس‌جمهور ایالات متحده» برای باقیمانده دوره خود تأیید کرد. در ۱ ژوئن ۱۸۴۱، سنا به این قطعنامه رأی مثبت داد. مهم‌تر از همه، سناتورهای کلی و جان سی. کلهون با اکثریت به رد اصلاحیه واکر رأی دادند.
مخالفان تایلر هرگز به‌طور کامل او را به عنوان رئیس‌جمهور نپذیرفتند. او را با القاب تمسخر آمیز بسیاری از جمله «تصادف او» صدا می‌زدند. اما تایلر هرگز از اعتقاد خود مبنی بر اینکه رئیس‌جمهور برحق است، تزلزل نکرد. زمانی که مخالفان سیاسی او نامه‌هایی را به کاخ سفید خطاب به «معاون رئیس‌جمهور» یا «رئیس‌جمهور موقت» ارسال می‌کردند، تایلر آن را بازنشده بازگرداند.
تایلر به دلیل اقدام قاطع خود برای رسیدن به ریاست جمهوری، رهبر قدرتمندی به حساب می‌آمد. اما او عموماً دیدگاه محدودی در مورد قدرت ریاست جمهوری داشت، که قانونگذاری باید توسط کنگره آغاز شود، و وتوی ریاست جمهوری باید فقط زمانی استفاده شود که قانونی مغایر با قانون اساسی یا مخالف منافع ملی باشد.

### سیاست اقتصادی و تضادهای حزبی
از تایلر نیز انتظار می‌رفت که مانند هریسون به سیاست‌های عمومی کنگره حزب ویگ پایبند باشد و از رهبر حزب ویگ، کلی، عقب‌نشینی کند. ویگ‌ها به‌ویژه از تایلر خواستند که قدرت وتو را در پاسخ به ریاست‌جمهوری اقتدارگرایانه جکسون محدود کند. کلی تصور کرده بود که کنگره از یک سیستم پارلمانی الگوبرداری شود که در آن او رهبر بود. در ابتدا تایلر با کنگره جدید ویگ موافقت کرد و لایحه پیش‌دستی را امضا کرد که به شهرک‌نشینان در زمین‌های عمومی «حاکمیت اسکان‌نشینان» اعطا می‌کرد، قانون توزیع (که در زیر بحث می‌شود)، قانون جدید ورشکستگی، و لغو خزانه‌داری مستقل. اما وقتی نوبت به مسئله بزرگ بانکداری رسید، تایلر خیلی زود با ویگ‌های کنگره در تضاد قرار گرفت و دو بار قانون کلی را برای یک قانون بانکداری ملی وتو کرد. اگرچه لایحه دوم در ابتدا برای پاسخگویی به ایرادات وی در وتوی اول تنظیم شده بود، اما نسخه نهایی آن چنین نشد. این رویه که برای محافظت از کلی از داشتن یک رئیس‌جمهور فعلی موفق به عنوان رقیب برای نامزدی ویگ در سال ۱۸۴۴ طراحی شده بود، به عنوان «سرهنگ تایلر» شناخته شد، اصطلاحی که توسط جان باتس، نماینده ویگ در ویرجینیا ابداع شد.
در ۱۱ سپتامبر ۱۸۴۱، پس از دومین وتوی بانک، اعضای کابینه یکی پس از دیگری وارد دفتر تایلر شدند و استعفا دادند - ارکستراسیونی توسط کلی برای اجبار به استعفای تایلر و قرار دادن ستوان خود، رئیس وقت سنا، ساموئل ال. ساثرد، در دفتر کار تایلر. تنها استثناء وبستر بود که برای نهایی کردن آنچه که به معاهده ۱۸۴۲ وبستر-اشبرتون تبدیل شد، باقی ماند و استقلال خود را از کلی نشان داد. زمانی که وبستر به او گفت که مایل به ماندن است، گزارش شده است که تایلر گفته است: «دستت را به من بده، و اکنون به تو خواهم گفت که هنری کلی مردی محکوم به فناست.» در ۱۳ سپتامبر، زمانی که رئیس‌جمهور استعفا نداد و تسلیم نشد، ویگ‌ها در کنگره تایلر را از حزب اخراج کردند. تایلر توسط روزنامه‌های ویگ مورد سرزنش قرار گرفت و صدها نامه دریافت کرد که تهدید به ترور او شده بودند. ویگ‌ها در کنگره آنقدر از تایلر عصبانی بودند که از اختصاص بودجه برای تعمیر کاخ سفید که از بین رفته بود، خودداری کردند.

#### بحث تعرفه و توزیع
در اواسط سال ۱۸۴۱، دولت فدرال با کسری بودجه پیش‌بینی شده ۱۱ میلیون دلاری مواجه شد. تایلر نیاز به تعرفه‌های بالاتر را تشخیص داد، اما مایل بود در نرخ ۲۰ درصدی که توسط تعرفه سازش ۱۸۳۳ ایجاد شده بود باقی بماند. او همچنین از طرحی برای توزیع هر گونه درآمد حاصل از فروش زمین‌های عمومی به ایالت‌ها حمایت کرد، به عنوان یک اقدام اضطراری برای مدیریت بدهی فزاینده ایالت‌ها، حتی اگر این امر باعث کاهش درآمد فدرال شود. ویگ‌ها از تعرفه‌های حمایت‌گرایانه بالا و بودجه ملی زیرساخت‌های دولتی حمایت کردند، و بنابراین همپوشانی کافی برای ایجاد مصالحه وجود داشت. قانون توزیع ۱۸۴۱ یک برنامه توزیع با سقف تعرفه ۲۰ درصد ایجاد کرد. لایحه دوم تعرفه‌ها را برای کالاهایی که قبلاً مالیات پایینی داشتند افزایش داد. علیرغم این اقدامات، تا مارس ۱۸۴۲ مشخص شد که دولت فدرال هنوز در تنگنای مالی وخیمی قرار دارد.

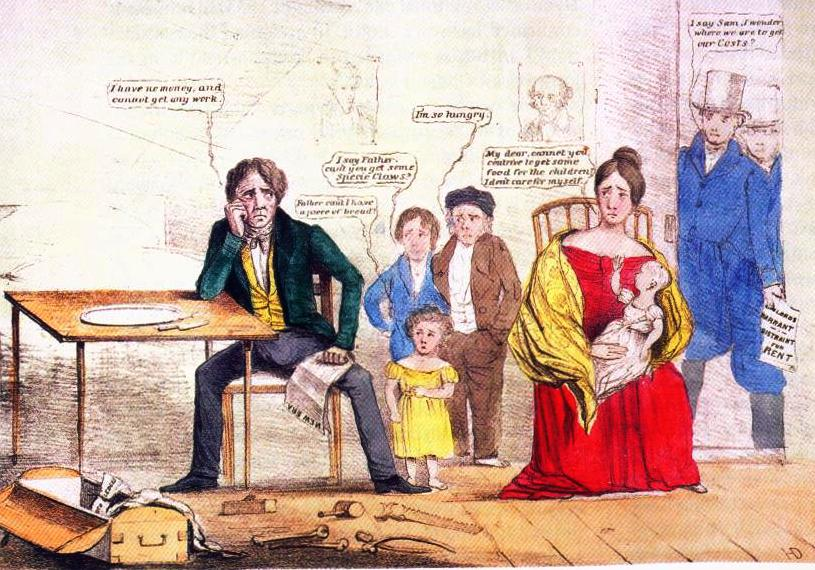
کارتون ویگ که اثرات بیکاری را بر خانواده ای نشان می‌دهد که پرتره‌های جکسون و ون بیورن را روی دیوار دارند.

ریشه این مشکل یک بحران اقتصادی بود - که توسط وحشت ۱۸۳۷ آغاز شد - که در سال ۱۸۴۲ وارد ششمین سال خود می‌شد. یک حباب سوداگرانه در سال‌های ۱۸۳۶–۱۸۳۹ ترکید و باعث فروپاشی بخش مالی و رکود متعاقب آن شد. کشور بر سر بهترین واکنش به بحران به شدت دچار اختلاف شد. شرایط در اوایل سال ۱۸۴۲ بدتر شد زیرا یک ضرب الاجل نزدیک بود. یک دهه قبل، زمانی که اقتصاد قوی بود، کنگره به ایالت‌های جنوبی قول داده بود که تعرفه‌های منفور فدرال کاهش یابد. ایالت‌های شمالی از تعرفه‌ها استقبال کردند که از صنایع نوپا محافظت می‌کرد. اما جنوب پایگاه صنعتی نداشت و برای پنبه خود به دسترسی آزاد به بازارهای بریتانیا وابسته بود. تایلر در توصیه ای به کنگره ابراز تاسف کرد که لازم است تعرفه سازش ۱۸۳۳ لغو شود و نرخ‌ها فراتر از حد ۲۰ درصد افزایش یابد. طبق قرارداد قبلی، این برنامه توزیع را به حالت تعلیق درمی‌آورد و تمام درآمدها به دولت فدرال می‌رسید.
کنگره سرکش ویگ تعرفه‌ها را به گونه ای افزایش نمی‌دهد که بر توزیع وجوه به ایالت‌ها تأثیر بگذارد. در ژوئن ۱۸۴۲ آنها دو لایحه را تصویب کردند که تعرفه‌ها را افزایش می‌داد و برنامه توزیع را بدون قید و شرط تمدید می‌کرد. تایلر با اعتقاد به اینکه ادامه توزیع در زمانی که کمبود درآمد فدرال افزایش تعرفه را ضروری می‌کرد، نادرست است، هر دو لایحه را وتو کرد و پل‌های باقی مانده بین خود و ویگ‌ها را سوزاند. کنگره دوباره تلاش کرد و این دو را در یک لایحه ترکیب کرد. تایلر بار دیگر آن را وتو کرد، تا بسیاری از نمایندگان کنگره که با این وجود نتوانستند حق وتو را لغو کنند، ناامید شدند. از آنجایی که برخی اقدامات ضروری بود، ویگ‌ها در کنگره، به رهبری میلارد فیلمور، رئیس مجلس راه و روش‌ها، در هر مجلس (با یک رأی) لایحه ای را تصویب کردند که تعرفه‌ها را به سطح ۱۸۳۲ بازگرداند و برنامه توزیع را پایان داد. تایلر در ۳۰ اوت تعرفه ۱۸۴۲ را امضا کرد و لایحه جداگانه ای را برای بازگرداندن توزیع وتو کرد.

#### اصلاحات در گمرک نیویورک
در ماه مه سال ۱۸۴۱، پرزیدنت تایلر سه شهروند خصوصی را برای تحقیق در مورد کلاهبرداری در گمرک نیویورک که ظاهراً در زمان رئیس‌جمهور مارتین ون بیورن روی داده بود، منصوب کرد. این کمیسیون توسط جرج پویندسکتر، فرماندار سابق و سناتور ایالات متحده می‌سی‌سی‌پی رهبری می‌شد. این کمیسیون فعالیت‌های متقلبانه جسی دی. هویت، کلکسیونر نیویورک تحت مدیریت ون بیورن را کشف کرد. تحقیقات کمیسیون باعث اختلاف نظر با کنگره تحت کنترل ویگ شد، که خواستار دیدن گزارش تحقیق شد و از اینکه تایلر بدون تأیید کنگره به کمیسیون پرداختی ناراحت بود. تایلر پاسخ داد و گفت که این وظیفه قانون اساسی او است که قوانین را اجرا کند. وقتی گزارش در ۲۹ آوریل ۱۸۴۲ به پایان رسید، مجلس درخواست گزارش کرد و تایلر موافقت کرد. گزارش پویندکستر برای کلکسیونر ویگ نیویورک و همچنین برای هویت شرم آور بود. برای محدود کردن قدرت تایلر، کنگره قانون تخصیص بودجه را تصویب کرد که تخصیص پول توسط رئیس‌جمهور به بازرسان بدون تأیید کنگره را غیرقانونی می‌کرد.

#### دادخواست استیضاح مجلس
مدت کوتاهی پس از وتوی تعرفه‌ها، ویگ‌ها در مجلس نمایندگان اولین روند استیضاح یک رئیس‌جمهور را آغاز کردند. بدخواهی کنگره نسبت به تایلر ناشی از وتوهای او بود. تا زمان ریاست‌جمهوری دشمن اصلی ویگ‌ها، اندرو جکسون، روسای جمهور به ندرت لوایح را وتو می‌کردند، و سپس فقط به دلایل قانون اساسی. اقدامات تایلر در مخالفت با اختیارات احتمالی کنگره برای اتخاذ سیاست بود. نماینده کنگره، جان باتس، که با تایلر مخالف بود، در ۱۰ ژوئیه ۱۸۴۲ قطعنامه استیضاح ارائه کرد. باتس ۹ ماده رسمی استیضاح را برای «جرایم سنگین» وضع کرد. شش مورد از اتهامات تایلر مربوط به سوء استفاده سیاسی از قدرت بود، در حالی که سه مورد مربوط به سوء رفتار او در مقام اداری بود. به‌علاوه، باتس خواستار تشکیل یک کمیته ۹ نفره برای بررسی رفتار تایلر، با انتظار توصیه رسمی استیضاح شد. کلی این اقدام را پیش از موعد تهاجمی دید و از پیشروی معتدل تری به سمت استیضاح «اجتناب ناپذیر» تایلر حمایت کرد. قطعنامه باتس تا ژانویه ۱۸۴۳ ارائه شد و با رای ۱۲۷ به ۸۳ رد شد.
کمیته منتخب مجلس به ریاست جان کوئینسی آدامز، یک طرفدار سرسخت الغا که از برده دارانی مانند تایلر بیزار بود، استفاده تایلر از حق وتو را محکوم کرد و شخصیت او را مورد حمله قرار داد. در حالی که گزارش کمیته رسماً استیضاح را توصیه نمی‌کرد، به وضوح این امکان را ایجاد کرد و مجلس در اوت ۱۸۴۲ گزارش کمیته را تأیید کرد. آدامز از اصلاحیه قانون اساسی حمایت کرد تا شرط دو سوم هر دو مجلس برای لغو حق وتو را به اکثریت ساده تغییر دهد، اما هیچ‌یک از مجلسین آن را تأیید نکردند. ویگ‌ها نتوانستند روند استیضاح بعدی را در کنگره ۲۸ بعدی دنبال کنند - در انتخابات ۱۸۴۲، آنها اکثریت مجلس سنا را حفظ کردند اما کنترل مجلس را از دست دادند. در آخرین روز کامل دوره ریاست‌جمهوری تایلر، ۳ مارس ۱۸۴۵، کنگره وتوی لایحه‌ای جزئی مربوط به کاهش درآمد را لغو کرد.
تایلر در کنگره، از جمله هنری وایز، عضو کنگره ویرجینیا، بدون حمایت نبود. تعداد انگشت شماری از اعضای مجلس، معروف به «گارد سرجوخه»، به رهبری وایز، از تایلر در طول مبارزات او با ویگ‌ها حمایت کردند. به عنوان پاداش، تایلر در سال ۱۸۴۴ وزیر حکیم ایالات متحده را به برزیل منصوب کرد.

### امور خارجه
مشکلات تایلر در سیاست داخلی در تضاد با دستاوردهای او در سیاست خارجی بود. او مدت‌ها مدافع توسعه‌طلبی به سمت اقیانوس آرام و تجارت آزاد بود، و به برانگیختن مضامین سرنوشت ملی و گسترش آزادی در حمایت از این سیاست‌ها علاقه داشت. مواضع او تا حد زیادی با تلاش‌های قبلی جکسون برای ترویج تجارت آمریکا در سراسر اقیانوس آرام مطابقت داشت. او که مشتاق رقابت با بریتانیای کبیر در بازارهای بین‌المللی بود، وکیل کالب کوشینگ را به چین فرستاد، جایی که در مورد شرایط پیمان وانگیا (۱۸۴۴) مذاکره کرد. در همان سال، او هنری ویتون را به عنوان وزیر به برلین فرستاد و در آنجا با اتحادیه گمرکی آلمان، ائتلاف ایالت‌های آلمانی که تعرفه‌ها را مدیریت می‌کردند، مذاکره و قرارداد تجاری امضا کرد. این معاهده توسط ویگ‌ها رد شد، عمدتاً به عنوان نمایش خصومت نسبت به دولت تایلر. تایلر از افزایش قدرت نظامی حمایت کرد و این امر باعث تحسین رهبران نیروی دریایی شد، که شاهد افزایش قابل توجهی در کشتی‌های جنگی بودند.
در پیامی ویژه در سال ۱۸۴۲ به کنگره، تایلر همچنین دکترین مونرو را در هاوایی اعمال کرد (معروف به "دکترین تایلر")، به بریتانیا گفت که در آنجا دخالت نکند، و روندی را آغاز کرد که منجر به الحاق نهایی هاوایی به ایالات متحده شد.

#### معاهده وبستر-اشبرتون

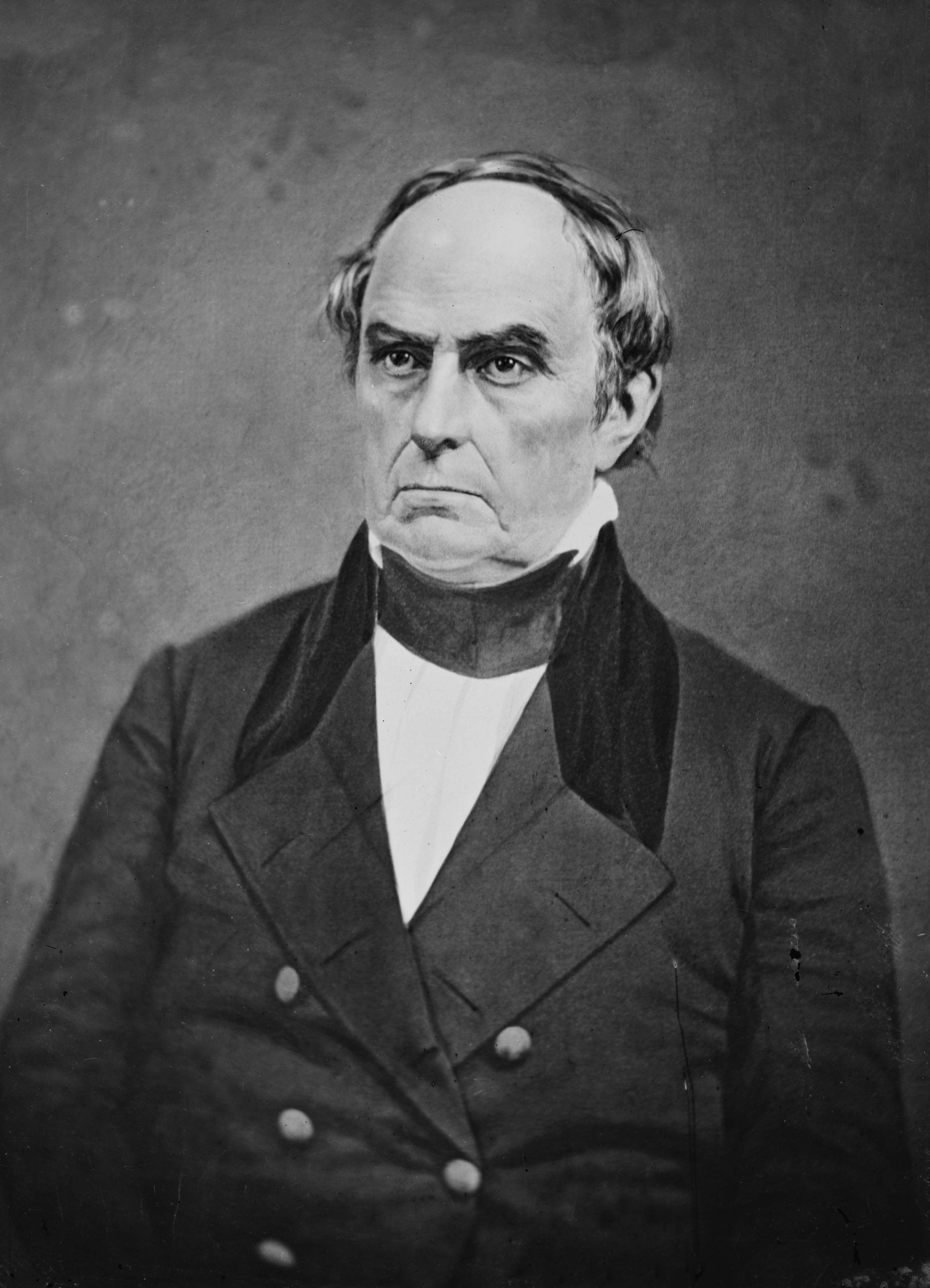
دنیل وبستر وزیر امور خارجه

یک بحران خارجی در شاخه ای از جنگ آروستوک، که در سال ۱۸۳۹ پایان یافت، شروع شد. شهروندان مین با شهروندان نیوبرانزویک بر سر منطقه مورد مناقشه، که ۱۲۰۰۰ مایل مربع را پوشش می‌داد، درگیر شدند. در سال ۱۸۴۱، یک کشتی آمریکایی به نام کریول، برده‌هایی را از ویرجینیا به نیواورلئان می‌برد. شورشی رخ داد و کشتی توسط انگلیسی‌ها تسخیر شد و به باهاما منتقل شد. انگلیسی‌ها از بازگرداندن بردگان به اربابان خود خودداری کردند. وزیر امور خارجه تایلر، دنیل وبستر، که مشتاق حل و فصل موضوع با انگلیس بود، از حمایت و اطمینان کامل تایلر برخوردار بود. در سال ۱۸۴۲، بریتانیا لرد اشبرتون (الکساندر بارینگ) فرستاده خود را به ایالات متحده فرستاد. به زودی مذاکرات مساعدی آغاز شد.
مذاکرات در پیمان وبستر-اشبرتون، که مرز بین مین و کانادا را تعیین کرد، به اوج خود رسید. این موضوع برای چندین دهه باعث تنش بین آمریکا و انگلیس شده بود و در چندین نوبت این دو کشور را در آستانه جنگ قرار داده بود. این معاهده روابط دیپلماتیک انگلیس و آمریکا را بهبود بخشید. برای حل مسئله بردگان، ایالات متحده و انگلیس موافقت کردند که «حق بازدید» را زمانی که کشتی‌های هر دو کشور مظنون به نگهداری برده بودند، اعطا کنند. علاوه بر این، در یک سرمایه‌گذاری مشترک اقیانوسی، یک اسکادران ایالات متحده و ناوگان بریتانیا همکاری می‌کنند و قاچاق برده را در آب‌های آفریقا متوقف می‌کنند.
موضوع مرز اورگان در غرب موضوع دیگری بود و سعی شد در جریان مذاکرات معاهده وبستر-اشبرتون حل شود. در این زمان، بر اساس کنوانسیون ۱۸۱۸، بریتانیا و ایالات متحده اورگان را با اشغال مشترک تقسیم کردند. اسکان آمریکایی‌ها در مقایسه با بریتانیایی‌ها، که شرکت تجارت آنها، خلیج هادسون، پست‌هایی را در دره رودخانه کلمبیا به سمت شمال ایجاد کرد، بسیار کم بود. در طول مذاکرات، انگلیسی‌ها می‌خواستند قلمرو رودخانه کلمبیا را تقسیم کنند. این برای وبستر غیرقابل قبول بود و از بریتانیا خواست که مکزیک را تحت فشار قرار دهد تا خلیج سانفرانسیسکو کالیفرنیا را به ایالات متحده واگذار کند. دولت تایلر در انعقاد معاهده ای با بریتانیا برای تثبیت مرزهای اورگان ناموفق بود.

#### اورگن و غرب
تایلر به قلمرو وسیع غرب رشته کوه‌های راکی معروف به اورگان علاقه داشت که از مرز شمالی کالیفرنیا (۴۲ درجه مدار) تا مرز جنوبی آلاسکا (۵۴ درجه و ۴۰ عرض شمالی) امتداد داشت. در اوایل سال ۱۸۴۱، او از کنگره خواست تا زنجیره ای از قلعه‌های آمریکایی را از کونسیل بلوفس، آیووا، تا اقیانوس آرام ایجاد کند. از قلعه‌های آمریکایی برای محافظت از مهاجران آمریکایی در مسیر یا مسیری به اورگان استفاده می‌شود.

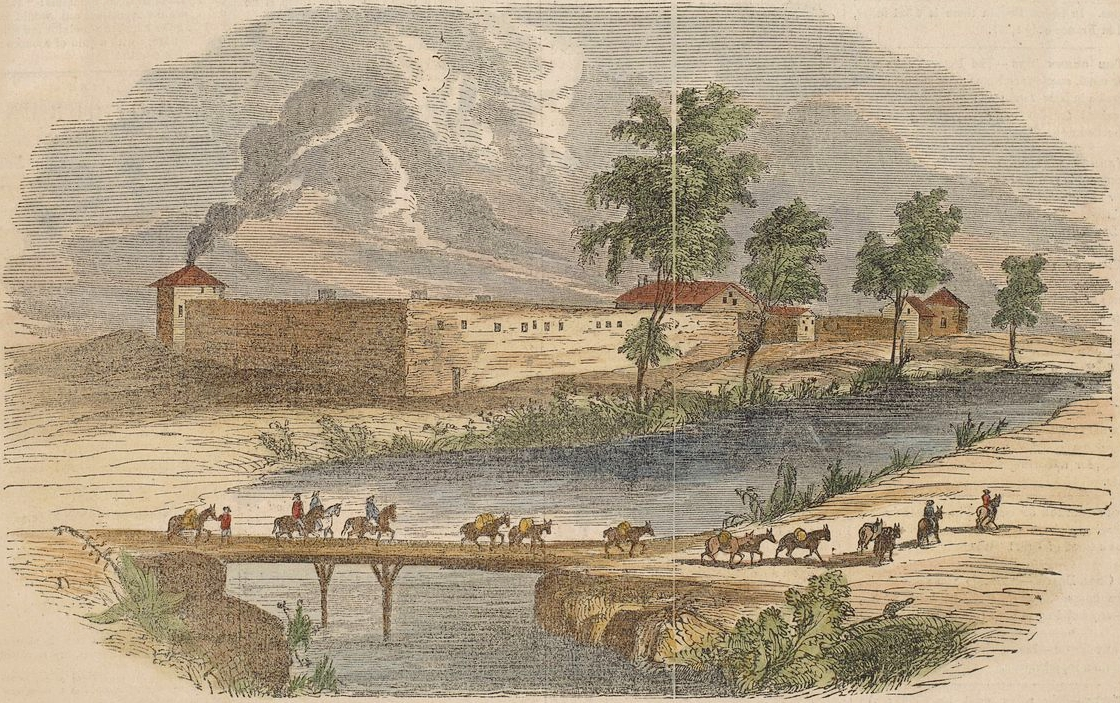
دومین گروه اعزامی فریمونت در مارس ۱۸۴۴ به قلعه ساتر در دره ساکرامنتو رسید.

ریاست جمهوری تایلر دو موفقیت محبوب در اکتشاف غرب داشت، از جمله اورگان، وایومینگ و کالیفرنیا. کاپیتان جان سی. فریمونت دو سفر علمی داخلی (۱۸۴۲ و ۱۸۴۳–۱۸۴۴) را به پایان رساند که غرب را به روی مهاجرت آمریکا باز کرد. (۱۳۷۵۱ فوت)، پرچم آمریکا را نصب کردند و به‌طور نمادین کوه‌های راکی و غرب را برای ایالات متحده ادعا کردند. در دومین سفر خود که در سال ۱۸۴۳ شروع شد، فریمونت و گروهش به دنبال مسیر اورگن وارد اورگن شدند. فریمونت در حال سفر به سمت غرب در رود کلمبیا، قله‌های رشته کوه کسکیدز را مشاهده کرد و کوه سنت هلن و کوه هود را نقشه‌برداری کرد. در اوایل مارس ۱۸۴۴، فریمونت و حزبش از دره رود امریکن به قلعه ساتر در کالیفرنیای مکزیکی فرود آمدند. با توجه به احوالپرسی صمیمانه جان ساتر، فریمونت با مهاجران آمریکایی که تعدادشان در حال افزایش بود صحبت کرد و متوجه شد که اقتدار مکزیک بر کالیفرنیا بسیار ضعیف است. پس از بازگشت پیروزمندانه فریمونت از دومین اکسپدیشن خود، به درخواست ژنرال وینفیلد اسکات، تایلر فریمونت را با بروت دوگانه ارتقا داد.

#### فلوریدا
در آخرین روز کامل تایلر، در ۳ مارس ۱۸۴۵، فلوریدا به عنوان بیست و هفتمین ایالت در اتحادیه پذیرفته شد.

### شورش دور

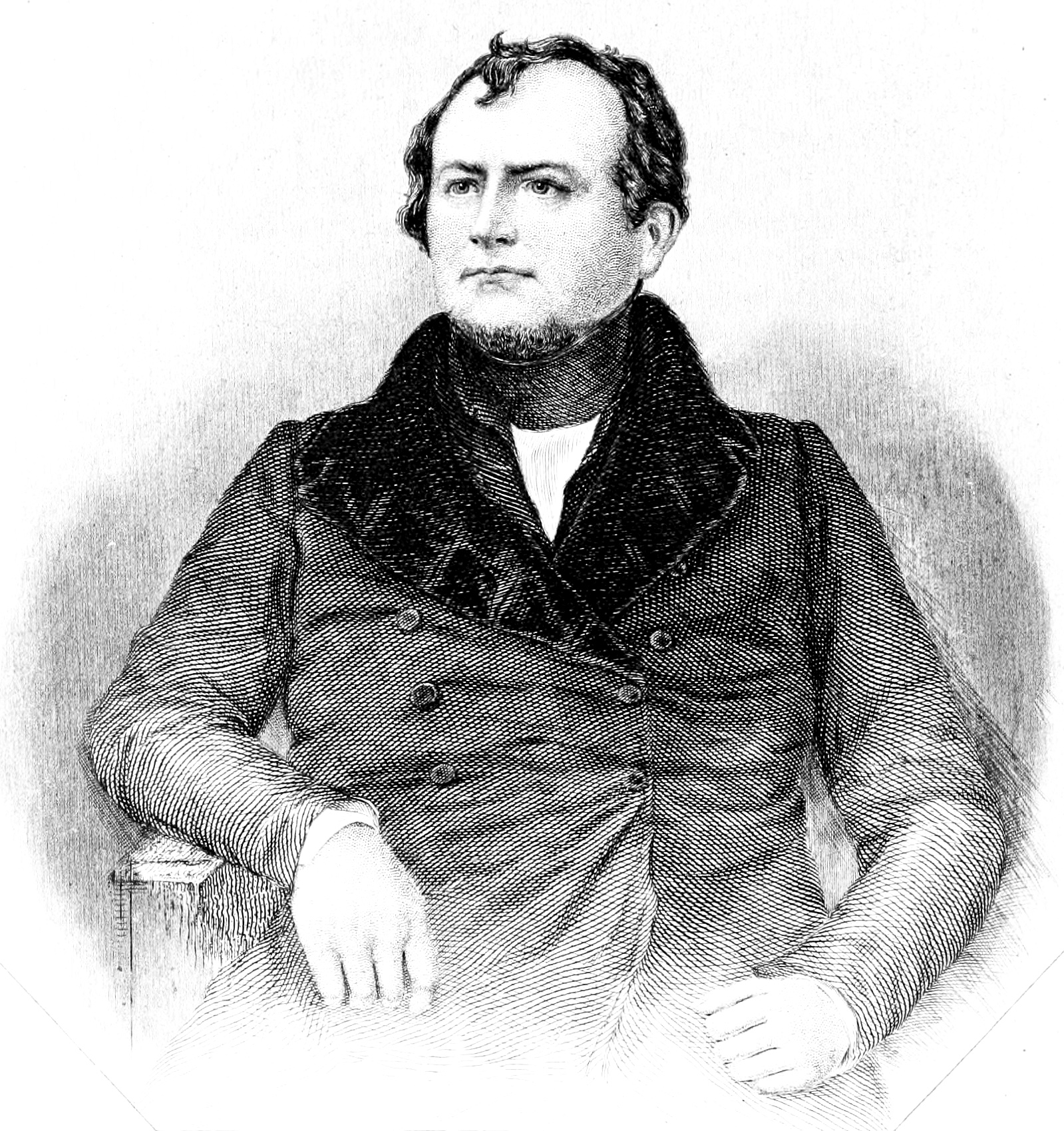
توماس دور

در ماه مه ۱۸۴۲، هنگامی که شورش دور در رود آیلند به اوج رسید، تایلر در مورد درخواست فرماندار و قانونگذار برای اعزام نیروهای فدرال برای کمک به سرکوب آن فکر کرد. شورشیان تحت رهبری توماس دور خود را مسلح کرده بودند و پیشنهاد ایجاد قانون اساسی ایالتی جدید را داده بودند. قبل از چنین اقداماتی، رود آیلند از همان ساختار قانون اساسی پیروی می‌کرد که در سال ۱۶۶۳ تأسیس شد. تایلر از هر دو طرف خواستار آرامش شد و به فرماندار توصیه کرد که حق رای دادن را افزایش دهد تا اکثر مردان رای دهند. تایلر قول داد که در صورت وقوع یک شورش واقعی در رود آیلند، از زور برای کمک به دولت عادی یا منشور استفاده خواهد کرد. او تصریح کرد که کمک‌های فدرال فقط برای سرکوب شورش در زمان وقوع داده خواهد شد و تا زمانی که خشونت رخ ندهد در دسترس نخواهد بود. تایلر پس از گوش دادن به گزارش‌های مأموران محرمانه‌اش، به این نتیجه رسید که «مجمع‌های بی‌قانون» متفرق شده‌اند و اعتماد خود را به «خویش آشتی و همچنین انرژی و تصمیم» بدون استفاده از نیروهای فدرال ابراز کرد. هنگامی که شبه نظامیان دولتی علیه آنها لشکر کشی کردند، شورشیان از ایالت گریختند، اما این حادثه منجر به حق رای گسترده‌تری در ایالت شد.

### امور سرخپوستان
سمینول‌ها آخرین سرخپوستان باقی مانده در جنوب بودند که در سال ۱۸۳۳ مجبور به امضای یک معاهده متقلبانه شدند و زمین‌های باقی مانده را از آنها گرفتند. در زمان رئیس اوسئولا، سمینول‌ها به مدت یک دهه در برابر اخراج مورد آزار و اذیت نیروهای آمریکایی مقاومت کردند. تایلر در می ۱۸۴۲ در پیامی به کنگره، جنگ طولانی، خونین و غیرانسانی سمینول را به پایان رساند. تایلر به همسان سازی فرهنگی اجباری بومیان آمریکا ابراز علاقه کرد.
در ماه مه ۱۸۴۲، مجلس از جان اسپنسر، وزیر جنگ پرزیدنت تایلر خواست تا اطلاعات تحقیقات ارتش ایالات متحده در مورد کلاهبرداری‌های ادعایی چروکی را ارائه دهد. در ماه ژوئن، تایلر به اسپنسر دستور داد که از آن پیروی نکند. تایلر، که امتیاز اجرایی او به چالش کشیده شد، اصرار داشت که این موضوع به‌طور مستقل و خلاف منافع عمومی است. مجلس با سه قطعنامه پاسخ داد، که بخشی از آن مدعی بود مجلس حق دارد از کابینه تایلر اطلاعات بخواهد. مجلس همچنین به افسر ارتش مسئول تحقیق در مورد کلاهبرداری‌های چروکی دستور داد تا اطلاعات را تحویل دهد. تایلر تا زمانی که کنگره در ژانویه از تعطیلات بازنگشت هیچ تلاشی برای پاسخگویی نکرد.

### مدیریت و کابینه

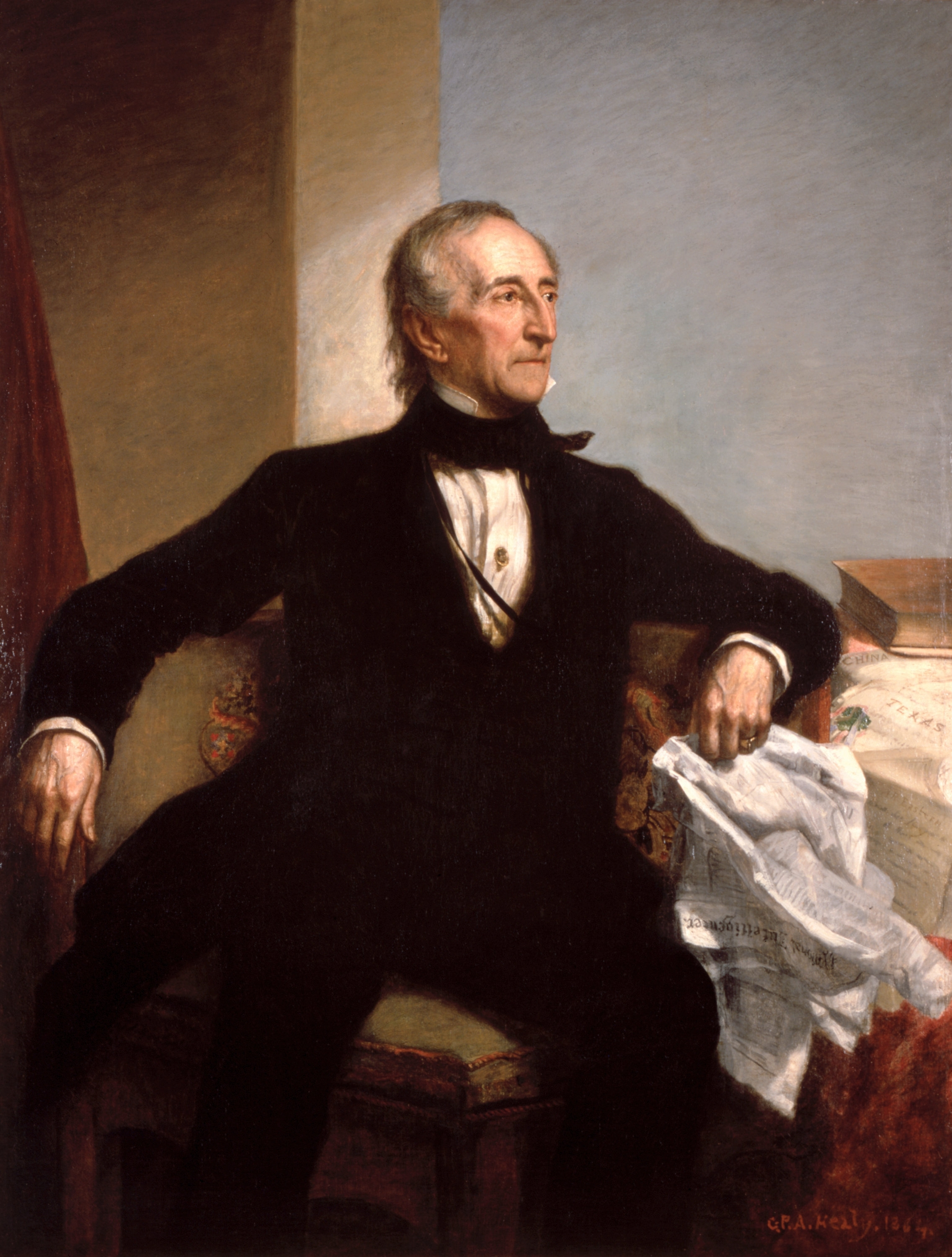
پرتره رسمی رئیس‌جمهور تایلر توسط جرج پیتر الکساندر هیلی، ۱۸۶۴

نبرد بین تایلر و ویگ‌ها در کنگره منجر به رد شدن تعدادی از نامزدهای کابینه وی شد. او حمایت کمی از دموکرات‌ها دریافت کرد و بدون حمایت زیاد از سوی هیچ‌یک از احزاب اصلی کنگره، تعدادی از نامزدهای او بدون توجه به شرایط نامزد رد شد. پس از آن رد نامزدهای رئیس‌جمهور برای کابینه بی‌سابقه بود (اگرچه در سال ۱۸۰۹، جیمز مدیسون از نامزدی آلبرت گالتین به عنوان وزیر امور خارجه به دلیل مخالفت در سنا خودداری کرد). چهار نفر از نامزدهای کابینه تایلر رد شدند که بیشتر از هر رئیس‌جمهوری بود. اینها کالب کوشینگ (خزانه داری)، دیوید هنشاو (نیروی دریایی)، جیمز پورتر (جنگ) و جیمز اس. گرین (خزانه داری) بودند. هنشاو و پورتر قبل از رد شدن به عنوان منصوبان تعطیلات خدمت می کردندتایلر بارها کوشینگ را که سه بار در یک روز، ۳ مارس ۱۸۴۳، آخرین روز کنگره ۲۷، رد شد، دوباره نامزد کرد. هیچ نامزدی کابینه پس از دوره تایلر شکست خورد تا اینکه نامزدی هنری استانبری به عنوان دادستان کل توسط سنا در سال ۱۸۶۸ رد شد.

### انتصابات قضایی
دو جای خالی در دادگاه عالی در دوران ریاست جمهوری تایلر رخ داد، زیرا قاضی اسمیت تامپسون و هنری بالدوین به ترتیب در سال‌های ۱۸۴۳ و ۱۸۴۴ درگذشتند. تایلر، که همیشه با کنگره - از جمله سنای تحت کنترل ویگ - مخالف بود، چندین مرد را برای پر کردن این کرسی‌ها به دیوان عالی معرفی کرد. با این حال، سنا متوالی به تأیید جان سی اسپنسر، روبن والورث، ادوارد کینگ و جان ام رید رأی منفی داد (والورث سه بار رد شد، کینگ دو بار رد شد). یکی از دلایلی که برای اقدامات سنا ذکر شد، امیدواری بود که کلی پس از پیروزی در انتخابات ریاست جمهوری ۱۸۴۴، جای خالی را پر کند. چهار نامزد ناموفق تایلر بیش از همه توسط یک رئیس‌جمهور انتخاب شده است.
سرانجام، در فوریه ۱۸۴۵، در حالی که کمتر از یک ماه از دوره او باقی مانده بود، نامزدی ساموئل نلسون توسط تایلر برای کرسی تامپسون توسط سنا تأیید شد - نلسون، یک دموکرات، به عنوان یک حقوقدان دقیق و بدون بحث شهرت داشت. با این حال، تأیید او غافلگیر کننده بود. کرسی بالدوین تا زمانی که نامزد جیمز ناکس پولک، رابرت گریر، در سال ۱۸۴۶ تأیید شد، خالی ماند.
تایلر توانست تنها شش قاضی فدرال دیگر را که همگی در دادگاه‌های ناحیه‌ای ایالات متحده بودند منصوب کند.

### الحاق تگزاس
تایلر بلافاصله پس از ریاست جمهوری، الحاق جمهوری تگزاس را در دستور کار خود قرار داد. تایلر می‌دانست که رئیس‌جمهور بدون حزب است، و جرأت یافت تا رهبران حزب، کلی و ون بیورن را به چالش بکشد، بی‌توجه به اینکه الحاق تگزاس چگونه بر ویگ‌ها یا دموکرات‌ها تأثیر می‌گذارد. تگزاس در انقلاب تگزاس در سال ۱۸۳۶ استقلال خود را از مکزیک اعلام کرده بود، اگرچه مکزیک هنوز از به رسمیت شناختن حاکمیت خود سرباز می‌زد. مردم تگزاس فعالانه پیوستن به اتحادیه را دنبال کردند، اما جکسون و ون بیورن تمایلی به دامن زدن به تنش بر سر برده داری با الحاق یک ایالت جنوبی دیگر نداشتند. اگرچه تایلر قصد داشت الحاق را به عنوان نقطه کانونی دولت خود قرار دهد، وزیر وبستر با آن مخالفت کرد و تایلر را متقاعد کرد که تا اواخر دوره ریاستش بر ابتکارات اقیانوس آرام تمرکز کند. تمایل تایلر برای توسعه طلبی غربی توسط مورخان و محققان تأیید شده است، اما دیدگاه‌ها در مورد انگیزه‌های پشت آن متفاوت است. زندگی‌نامه نویس ادوارد سی کراپول خاطرنشان می‌کند که در دوران ریاست جمهوری جیمز مونرو، تایلر (در آن زمان در مجلس نمایندگان) پیشنهاد کرده بود که برده داری یک «ابر تاریک» است که بر فراز اتحادیه پرواز می‌کند، و «خوب است که این ابر را پراکنده کنیم». که با کمتر شدن سیاه‌پوستان در ایالت‌های برده‌دار قدیمی، روند رهایی تدریجی در ویرجینیا و دیگر ایالت‌های جنوبی بالا آغاز می‌شود. با این حال، ویلیام دبلیو فریلینگ، مورخ، نوشت که انگیزه رسمی تایلر در الحاق تگزاس، پیشی گرفتن از تلاش‌های مشکوک بریتانیا برای ترویج رهایی بردگان در تگزاس بود که این نهاد را در ایالات متحده تضعیف می‌کرد.

#### تلاش‌های اولیه

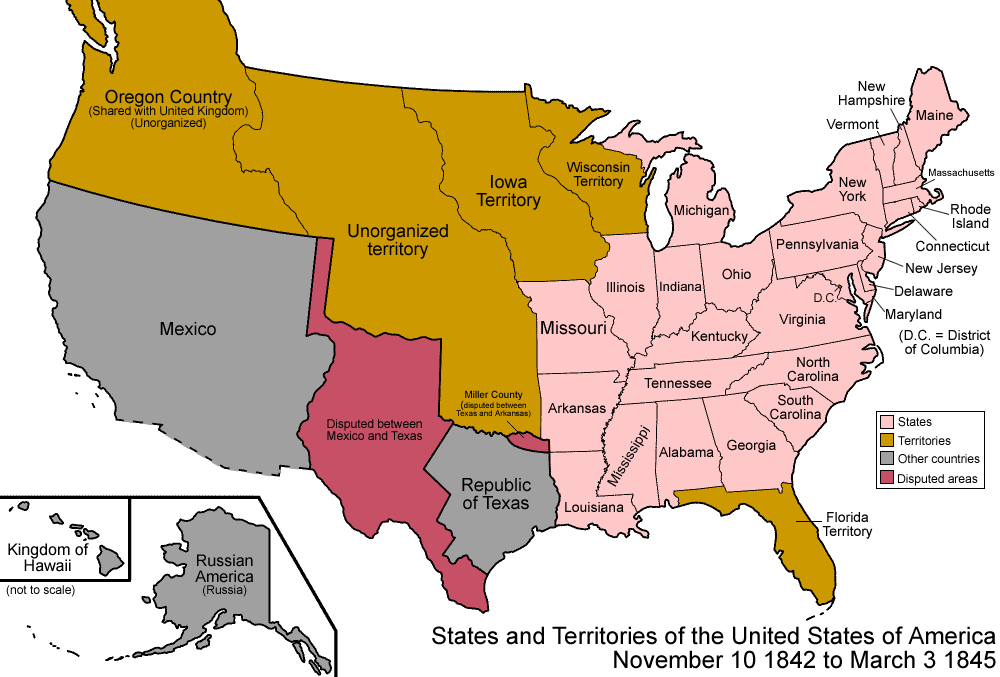
مرزهای ایالات متحده و کشورهای همسایه همان‌طور که در سال ۱۸۴۳ ظاهر شد. معاهده وبستر-اشبرتون مرز مین را در شمال شرقی رسمی کرد، در حالی که جمهوری تگزاس در جنوب غربی دارای مرز مورد مناقشه با مکزیک بود.

در اوایل سال ۱۸۴۳، پس از تکمیل معاهده وبستر-اشبرتون و سایر تلاش‌های دیپلماتیک، تایلر احساس می‌کرد آماده است که تگزاس را دنبال کند. او که اکنون فاقد پایگاه حزبی بود، الحاق جمهوری را تنها راه خود برای انتخابات مستقل در سال ۱۸۴۴ می‌دید. او به عنوان یک بالون آزمایشی، متحد خود توماس واکر گیلمر، که در آن زمان نماینده ایالات متحده از ویرجینیا بود، فرستاد تا نامه ای در دفاع از الحاق منتشر کند که با استقبال خوبی مواجه شد. تایلر علیرغم رابطه موفقش با وبستر، می‌دانست که به وزیر خارجه ای نیاز دارد که از طرح تگزاس حمایت کند. با تکمیل کار بر روی معاهده بریتانیا، او وبستر را مجبور به استعفا کرد و هیو اس. لگاره از کارولینای جنوبی را به عنوان جانشین موقت منصوب کرد.
تایلر با کمک وزیر خزانه داری تازه منصوب شده جان سی. اسپنسر، مجموعه ای از صاحبان منصب را پاکسازی کرد و آنها را با پارتیزان‌های طرفدار الحاق جایگزین کرد تا موضع قبلی خود در برابر حمایت را تغییر دهد. او از مایکل والش، سازمان دهنده سیاسی کمک گرفت تا یک ماشین سیاسی در نیویورک بسازد. در ازای انتصاب به عنوان کنسول در هاوایی، روزنامه‌نگار الکساندر جی. آبل زندگی‌نامه چاپلوس کننده ای به نام زندگی جان تایلر نوشت که در تعداد زیادی چاپ شد و برای توزیع در اختیار مدیران پست قرار گرفت. تایلر در بهار ۱۸۴۳ که به دنبال بازسازی وجهه عمومی خود بود، یک تور سراسری را آغاز کرد. استقبال مثبت مردم از این رویدادها با طرد شدن او در واشینگتن در تضاد بود. این تور بر وقف بنای یادبود بنکر هیل در بوستون، ماساچوست متمرکز شد. مدت کوتاهی پس از وقف، تایلر از مرگ ناگهانی لگاره مطلع شد، که جشن‌ها را ضعیف کرد و باعث شد تا او بقیه تور را لغو کند.
تایلر آبل پارکر آپشور، وزیر محبوب نیروی دریایی و مشاور نزدیک خود را به عنوان وزیر امور خارجه جدید خود منصوب کرد و گیلمر را برای پر کردن دفتر سابق آپشور معرفی کرد. تایلر و آپشور مذاکرات آرامی را با دولت تگزاس آغاز کردند و در ازای تعهد به الحاق، قول حفاظت نظامی از مکزیک را دادند. رازداری لازم بود، زیرا قانون اساسی برای چنین تعهدات نظامی به تأیید کنگره نیاز داشت. آپشور شایعاتی در مورد طرح‌های احتمالی بریتانیا در تگزاس برای جلب حمایت رای‌دهندگان شمالی، که از پذیرش یک ایالت جدید طرفدار برده داری محتاط بودند، ایجاد کرد. در ژانویه ۱۸۴۴ آپشور به دولت تگزاس گفت که اکثریت بزرگی از سناتورها را به نفع یک معاهده الحاق پیدا کرده است. جمهوری همچنان تردید داشت و نهایی شدن این معاهده تا پایان فوریه به طول انجامید.

#### فاجعه یواس‌اس پرینستون

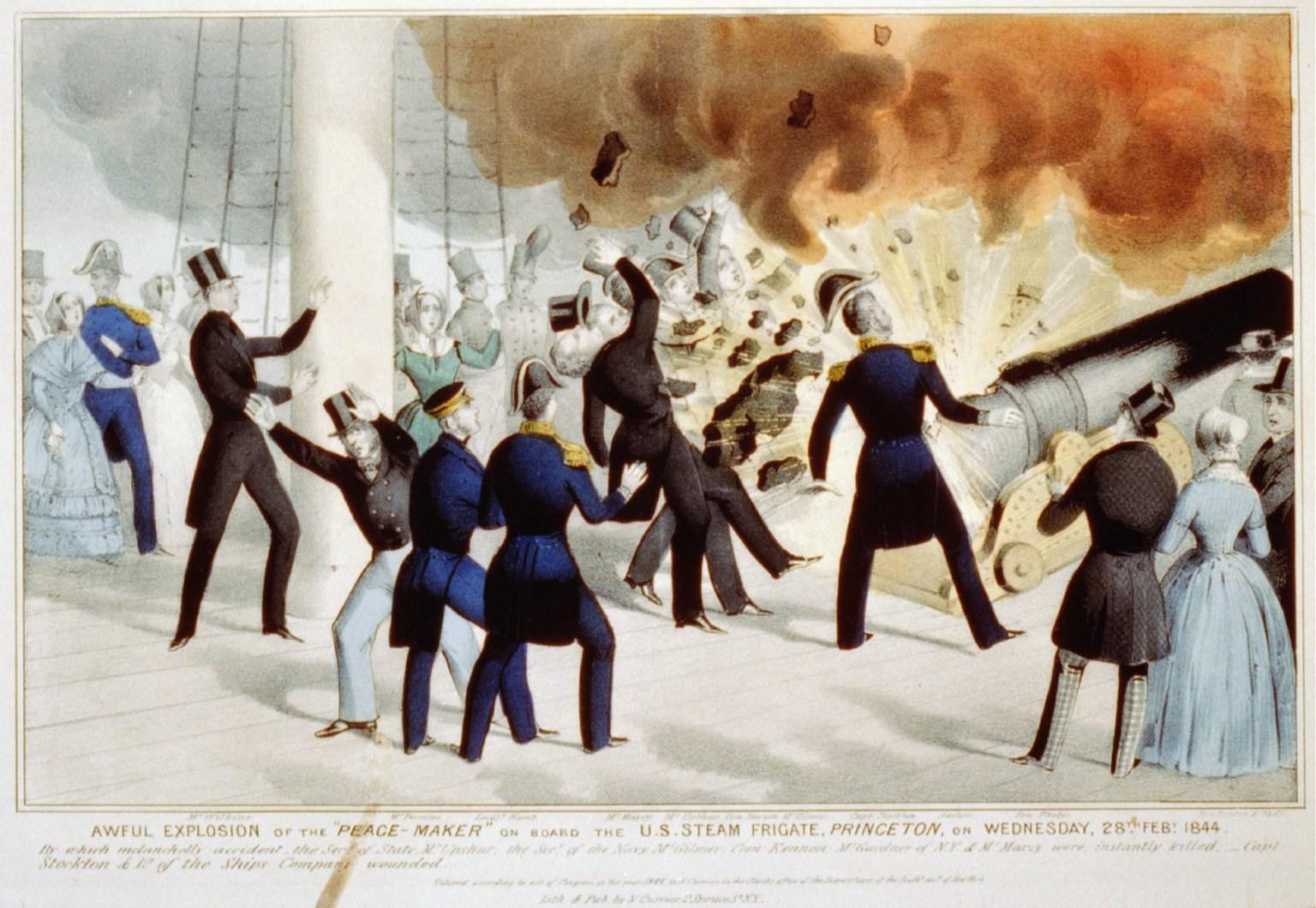
نگاره ای از فاجعه پرینستون (۱۸۴۴)

در ۲۸ فوریه ۱۸۴۴، یک روز پس از تکمیل معاهده الحاق، یک کشتی تشریفاتی در رودخانه پوتوماک در کشتی تازه ساخته یواس‌اس پرینستون برگزار شد. روی کشتی ۴۰۰ مهمان از جمله تایلر و کابینه اش و همچنین بزرگ‌ترین تفنگ دریایی جهان، «صلح ساز» حضور داشتند. بعدازظهر تفنگ به صورت تشریفاتی شلیک شد تا تماشاچیان به وجد بیایند و سپس برای نان تست به طبقه پایین رفتند. چند ساعت بعد، کاپیتان رابرت اف. استاکتون توسط جمعیت متقاعد شد که یک گلوله دیگر شلیک کند. همان‌طور که مهمانان به سمت عرشه حرکت کردند، تایلر برای تماشای آواز خواندن دامادش، ویلیام والر، کمی مکث کرد.
بلافاصله صدای انفجاری از بالا شنیده شد: اسلحه خراب شده بود. تایلر آسیبی ندید، زیرا به سلامت زیر عرشه مانده بود، اما تعدادی دیگر از جمله اعضای مهم کابینه او، گیلمر و آپشور، فوراً کشته شدند. همچنین ویرجیل ماکسی از مریلند، نماینده دیوید گاردینر از نیویورک، کمودور بورلی کنون، رئیس ساخت و ساز نیروی دریایی ایالات متحده، و آرمیستد، برده سیاه‌پوست و خدمتکار بدن تایلر کشته یا زخمی شدند. مرگ دیوید گاردینر تأثیر مخربی بر دخترش جولیا داشت که بیهوش شد و توسط خود رئیس‌جمهور به مکان امنی منتقل شد. جولیا بعداً از اندوه خود بهبود یافت و در ۲۶ ژوئن با تایلر ازدواج کرد.
برای تایلر، هر امیدی برای تکمیل طرح تگزاس قبل از نوامبر (و همراه با آن، هر امیدی برای انتخاب مجدد) فوراً از بین رفت. مورخ ادوارد پی کراپول بعداً نوشت که «قبل از جنگ داخلی و ترور آبراهام لینکلن»، فاجعه پرینستون «بی‌تردید شدیدترین و ناتوان‌کننده‌ترین فاجعه‌ای بود که تاکنون با یک رئیس‌جمهور ایالات متحده مواجه شده است».

#### موضوع تصویب

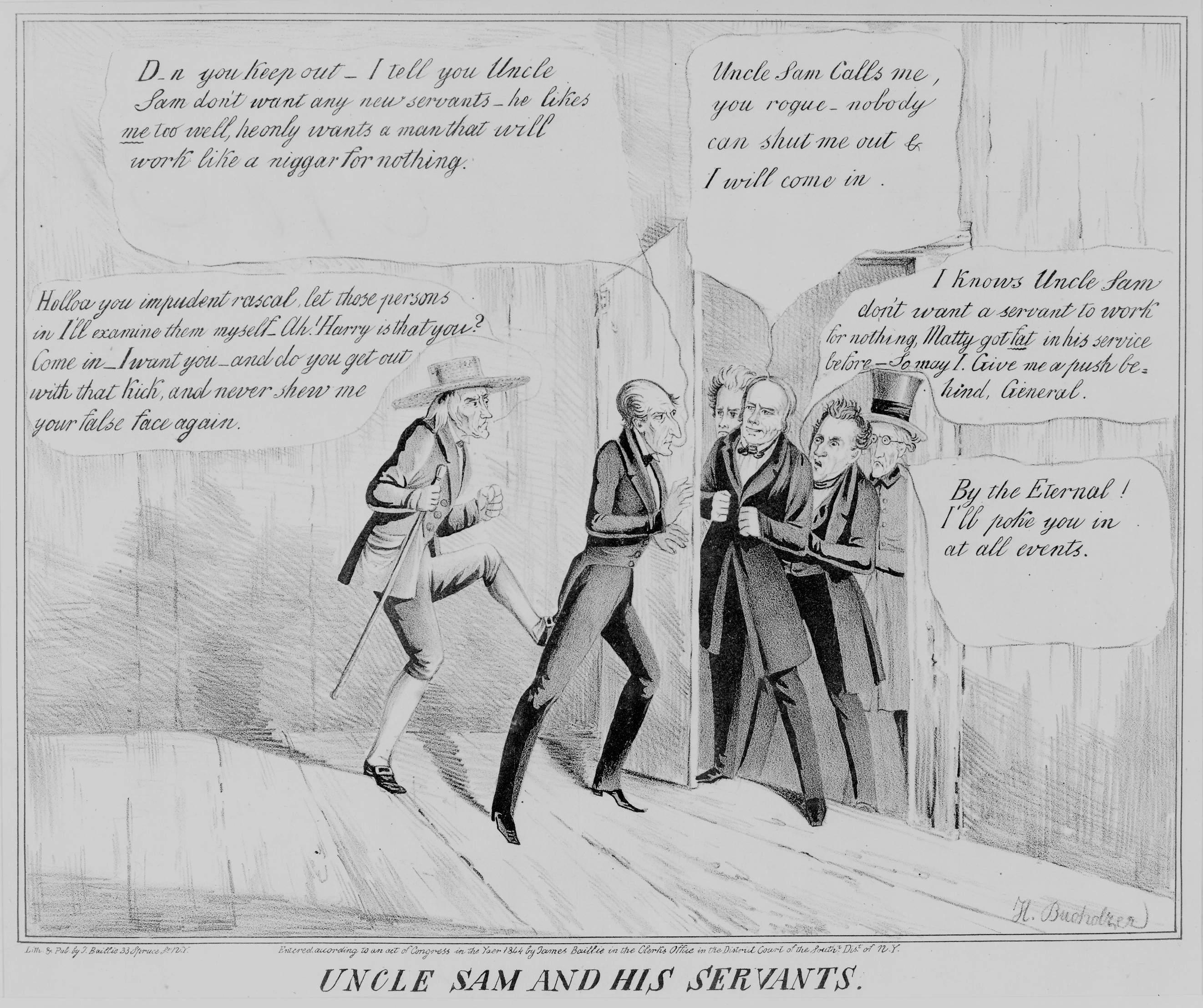
یک طنز ضد تایلر تلاش‌های او برای کسب یک دوره دوم ریاست جمهوری را تحقیر می‌کند. تایلر در را به روی حریفان، کلی، پولک، کلهون و جکسون می‌بندد، زیرا عمو سام از او می‌خواهد که به کلی اجازه ورود دهد.

در آنچه مرکز امور عمومی میلر می‌داند «یک خطای تاکتیکی جدی که طرح [ایجاد احترام سیاسی برای او] را خراب کرد»، تایلر در اوایل مارس ۱۸۴۴ معاون رئیس‌جمهور سابق جان سی. کلهون را به عنوان وزیر امور خارجه خود منصوب کرد. دوست خوب تایلر، نماینده ویرجینیا، هنری ای. وایز، نوشت که پس از فاجعه پرینستون، وایز به میل خود موقعیت کلهون را به عنوان فرستاده خود منصوب رئیس‌جمهور افزایش داد و کلهون پذیرفت. وقتی وایز رفت تا به تایلر بگوید چه کرده است، رئیس‌جمهور عصبانی شد اما احساس کرد که این اقدام باید ادامه یابد. کلهون یکی از حامیان اصلی برده داری بود و در نتیجه تلاش‌های او برای تصویب یک معاهده الحاق با مخالفت طرفداران لغو برده داری مواجه شد. زمانی که متن معاهده در اختیار عموم قرار گرفت، با مخالفت سیاسی ویگ‌ها مواجه شد که با هر چیزی که می‌توانست موقعیت تایلر را ارتقا بخشد، و همچنین با مخالفان برده‌داری و کسانی که از رویارویی با مکزیک می‌ترسیدند، که اعلام کرده بودند مخالفت کردند. الحاق را اقدامی خصمانه از سوی ایالات متحده می‌داند. هم کلی و هم ون بیورن، پیشتازان مربوط برای نامزدهای ویگ و دموکرات، در یک جلسه خصوصی در خانه ون بیورن تصمیم گرفتند که علیه الحاق مخالفت کنند. با دانستن این موضوع، تایلر زمانی که معاهده را برای تصویب در آوریل ۱۸۴۴ به سنا فرستاد، بدبین بود.
وزیر امور خارجه کلهون با ارسال نامه ای جنجالی به وزیر بریتانیا به ایالات متحده اطلاع داد که انگیزه الحاق تگزاس محافظت از برده داری آمریکا در برابر نفوذ بریتانیا بوده است. این نامه همچنین ادعا می‌کرد که بردگان جنوبی از سیاه‌پوستان آزاد شمالی و کارگران سفیدپوست انگلیسی وضع بهتری دارند.

### انتخابات ۱۸۴۴
پس از جدایی تایلر از ویگ‌ها در سال ۱۸۴۱، او تلاش کرد به حزب دموکرات قدیمی خود بازگردد، اما اعضای آن، به ویژه پیروان ون بیورن، آمادگی پذیرش او را نداشتند. با نزدیک شدن به انتخابات ۱۸۴۴، به نظر می‌رسید که ون بیورن بر نامزدی دموکرات‌ها قفلی داشته باشد، در حالی که کلی مطمئناً نامزد ویگ خواهد بود. با شانس کمی برای انتخاب، تنها راه برای نجات میراث ریاست جمهوری او تهدید به نامزدی برای ریاست جمهوری و پذیرش عمومی الحاق تگزاس بود. تایلر از قدرت حمایت ریاست جمهوری گسترده خود استفاده کرد، و حزب سومی به نام دموکرات ملی را با صاحبان مقامات و شبکه‌های سیاسی که در سال گذشته ساخته بود تشکیل داد. چندین روزنامه حمایتی در سراسر کشور سرمقاله‌هایی را منتشر کردند که نامزدی او را در ماه‌های اولیه ۱۸۴۴ تبلیغ می‌کردند. گزارش‌های جلساتی که در سرتاسر کشور برگزار می‌شد نشان می‌دهد که حمایت از رئیس‌جمهور تنها به صاحبان مناصب محدود نمی‌شد، همان‌طور که عموماً فرض می‌شود. درست زمانی که حزب دموکرات نامزدی ریاست جمهوری خود را در بالتیمور مریلند برگزار می‌کرد، حامیان تایلر در همان شهر، تابلوهایی با مضمون «تایلر و تگزاس!» در دست داشتند و با قدرت دید و قدرت بالای خود، نامزدی خود را به تایلر دادند. حزب دموکرات-جمهوری‌خواه جدید او، تایلر را برای ریاست جمهوری در ۲۷ مه ۱۸۴۴ نامزد کرد. با این حال، حزب تایلر به خوبی سازماندهی شده بود، نتوانست معاون رئیس‌جمهور را معرفی کند، و هیچ پلتفرمی نداشت.
دموکرات‌های عادی مجبور شدند در پلتفرم خود خواستار الحاق تگزاس شوند، اما نبرد تلخی برای نامزدی ریاست‌جمهوری درگرفت. رای پس از رای‌گیری، ون بیورن نتوانست اکثریت فوق‌العاده لازم از آرای دموکرات‌ها را به دست آورد و به آرامی در رتبه‌بندی سقوط کرد. تنها در نهمین رای‌گیری بود که دموکرات‌ها نگاه خود را به جیمز ناکس پولک معطوف کردند، نامزد کمتر برجسته ای که از الحاق حمایت می‌کرد. آنها دریافتند که او کاملاً برای پلتفرم خود مناسب است و با دو سوم آرا نامزد شد. تایلر کار خود را موجه می‌دانست و در نامه پذیرش به‌طور ضمنی اشاره می‌کرد که الحاق اولویت واقعی او به جای انتخاب است.
در بهار ۱۸۴۴، تایلر به وزیر امور خارجه جان سی. کلهون دستور داد تا مذاکرات را با رئیس‌جمهور تگزاس ساموئل هیوستون برای الحاق تگزاس آغاز کند. برای تقویت الحاق و دور نگه داشتن مکزیک، تایلر شجاعانه دستور داد ارتش ایالات متحده به مرز تگزاس در غرب لوئیزیانا برود. او به شدت از الحاق تگزاس حمایت کرد.

#### به دست آمدن الحاق
تایلر وقتی سنای تحت کنترل ویگ معاهده او را با رای ۱۶ به ۳۵ در ژوئن ۱۸۴۴ رد کرد، نگران نشد. او احساس کرد که الحاق اکنون با قطعنامه مشترک و نه با معاهده در دسترس است و این درخواست را به کنگره ارائه کرد. اندرو جکسون، رئیس‌جمهور سابق، از حامیان سرسخت الحاق، پولک را متقاعد کرد تا از بازگشت تایلر به حزب دموکرات استقبال کند و به سردبیران دموکرات دستور داد تا حملات خود به او را متوقف کنند. تایلر که از این تحولات راضی بود، در ماه اوت از رقابت کنار کشید و پولک را برای ریاست جمهوری تأیید کرد. پیروزی اندک پولک بر کلی در انتخابات نوامبر توسط دولت تایلر به عنوان دستوری برای تکمیل قطعنامه تلقی شد. تایلر در پیام سالانه خود به کنگره اعلام کرد که «اکثریت کنترل‌کننده مردم و اکثریت بزرگ ایالت‌ها به نفع الحاق فوری اعلام کرده‌اند». در ۲۶ فوریه ۱۸۴۵، قطعنامه مشترکی که تایلر، رئیس‌جمهور اردک لنگ، به شدت برای آن لابی کرده بود، کنگره را تصویب کرد. مجلس نمایندگان قطعنامه مشترکی را تصویب کرد که در آن الحاق به تگزاس با اختلاف قابل توجهی ارائه شده بود و سنا نیز با اکثریت ۲۷ به ۲۵ آن را تصویب کرد. در آخرین روز ریاست جمهوری خود، ۳ مارس ۱۸۴۵، تایلر این لایحه را امضا کرد و به قانون تبدیل شد. بلافاصله پس از آن، مکزیک روابط دیپلماتیک خود را با ایالات متحده قطع کرد، برای جنگ بسیج شد، و تنها در صورتی تگزاس را به رسمیت شناخت که تگزاس مستقل باقی بماند. اما پس از مدتی بحث، تگزاس شرایط را پذیرفت و در ۲۹ دسامبر ۱۸۴۵ به عنوان ایالت ۲۸ وارد اتحادیه شد.

## پس از ریاست جمهوری (۱۸۴۵–۱۸۶۲)
تایلر واشینگتن را با این اعتقاد که رئیس‌جمهور تازه تحلیف شده پولک به نفع ملت است ترک کرد. تایلر به مزرعه ای در ویرجینیا بازنشسته شد که در اصل به نام باغ گردو (یا "باغ") واقع در رود جیمز در شهرستان چارلز سیتی قرار داشت. او با اشاره به افسانه عامیانه رابین هود، آن را به جنگل شروود تغییر نام داد تا نشان دهد که او توسط حزب ویگ "غیر قانونی" شده بود. او کشاورزی را ساده نمی‌گرفت و برای حفظ محصول زیاد تلاش می‌کرد. همسایگانش، عمدتاً ویگ‌ها، او را در سال ۱۸۴۷ به عنوان ناظر جاده‌ها منصوب کردند تا او را مسخره کنند. با نارضایتی آنها، او با این کار برخورد جدی کرد و مکرراً همسایگان خود را احضار کرد تا غلامان خود را برای کارهای جاده ای فراهم کنند و حتی پس از اینکه همسایگان از او خواستند که متوقف شود، همچنان بر انجام وظایف خود اصرار می‌کرد. رئیس‌جمهور سابق وقت خود را به شیوه‌ای که در خانواده‌های اول ویرجینیا رایج بود، با مهمانی‌ها، دیدار یا ملاقات توسط اشراف دیگر و تابستان‌ها در خانه ساحلی خانواده، "ویلا مارگارت" سپری می‌کرد. در سال ۱۸۵۲، تایلر با خوشحالی دوباره به صفوف حزب دموکرات ویرجینیا پیوست و پس از آن به امور سیاسی علاقه‌مند شد. با این حال، تایلر به ندرت از متحدان سابق خود ملاقات می‌کرد و به عنوان مشاور به دنبال او نبود. تایلر که گهگاه از او برای ایراد سخنرانی عمومی درخواست می‌کرد، در حین رونمایی از بنای یادبود هنری کلی سخنرانی کرد. او نبردهای سیاسی آنها را تصدیق کرد، اما از همکار سابق خود که همیشه او را به خاطر ایجاد تعرفه سازش در سال ۱۸۳۳ تحسین می‌کرد، بسیار تمجید کرد.

### پیش‌درآمد جنگ داخلی آمریکا

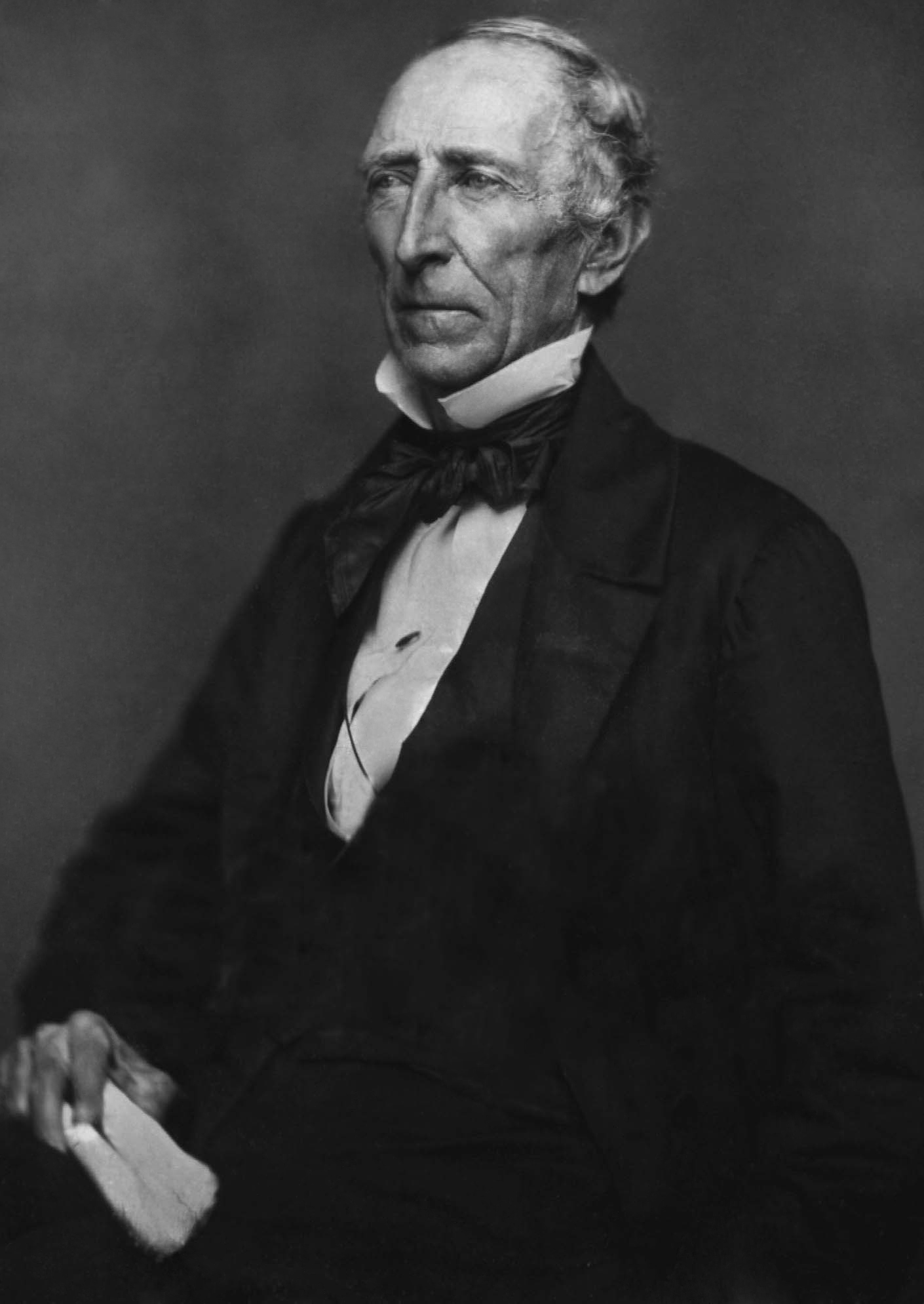
تایلر، ۱۸۶۱

پس از یورش جان براون به هارپرز فری، ترس از تلاش برای آزادی برده‌ها یا شورش واقعی برده‌ها را برانگیخت، چندین جامعه ویرجینیا واحدهای شبه‌نظامی را سازماندهی کردند یا واحدهای موجود را مجدداً تقویت کردند. جامعه تایلر یک سرباز سواره نظام و یک شرکت نگهبان خانگی را سازماندهی کرد. تایلر برای فرماندهی نیروهای گارد خانگی با درجه کاپیتان انتخاب شد.
در آستانه جنگ داخلی، تایلر به عنوان رئیس کنفرانس صلح واشینگتن که در فوریه ۱۸۶۱ در واشینگتن دی سی برگزار شد، به عنوان تلاشی برای جلوگیری از تشدید درگیری، دوباره وارد زندگی عمومی شد. این کنوانسیون به دنبال مصالحه ای برای اجتناب از جنگ داخلی بود، حتی زمانی که قانون اساسی کنفدراسیون در کنوانسیون مونتگومری تدوین می‌شد. تایلر علیرغم نقش رهبری خود در کنفرانس صلح، با قطعنامه‌های نهایی آن مخالفت کرد. او احساس می‌کرد که آنها توسط نمایندگان دولت آزاد نوشته شده‌اند، از حقوق برده‌داران در سرزمین‌ها محافظت نمی‌کنند، و برای بازگرداندن جنوب پایین و بازگرداندن اتحادیه انجام نمی‌دهند. او به هفت قطعنامه کنفرانس رأی منفی داد، که کنفرانس در اواخر فوریه ۱۸۶۱ به عنوان اصلاحیه قانون اساسی برای تصویب به کنگره فرستاد.
در همان روز شروع کنفرانس صلح، رای‌دهندگان محلی تایلر را به کنوانسیون جدایی ویرجینیا انتخاب کردند. او ریاست جلسه افتتاحیه را در ۱۳ فوریه ۱۸۶۱ بر عهده داشت، در حالی که کنفرانس صلح هنوز در جریان بود. تایلر امید به سازش را رها کرد و جدایی را تنها گزینه می‌دانست و پیش‌بینی می‌کرد که تقسیم خالص همه ایالات جنوبی منجر به جنگ نخواهد شد. او در اواسط ماه مارس علیه قطعنامه‌های کنفرانس صلح صحبت کرد و در ۴ آوریل به جدایی رای داد حتی زمانی که کنوانسیون آن را رد کرد. در ۱۷ آوریل، پس از حمله به فورت سامتر و درخواست لینکلن برای سربازان، تایلر با اکثریت جدید به جدایی رأی داد. او رهبری کمیته‌ای را بر عهده داشت که شرایط ورود ویرجینیا به ایالات کنفدراسیون آمریکا را مورد مذاکره قرار داد و به تعیین نرخ دستمزد افسران نظامی کمک کرد. در ۱۴ ژوئن، تایلر فرمان جدایی را امضا کرد و یک هفته بعد، کنوانسیون به اتفاق آرا او را به عضویت کنگره موقت کنفدراسیون انتخاب کرد. تایلر در ۱ اوت ۱۸۶۱ در کنگره کنفدراسیون نشسته بود و تا قبل از مرگش در سال ۱۸۶۲ خدمت کرد. در نوامبر ۱۸۶۱، او به مجلس نمایندگان کنفدراسیون انتخاب شد، اما قبل از شروع اولین جلسه در فوریه ۱۸۶۲، بر اثر سکته مغزی در اتاق خود در هتل بالارد در ریچموند درگذشت.

### مرگ

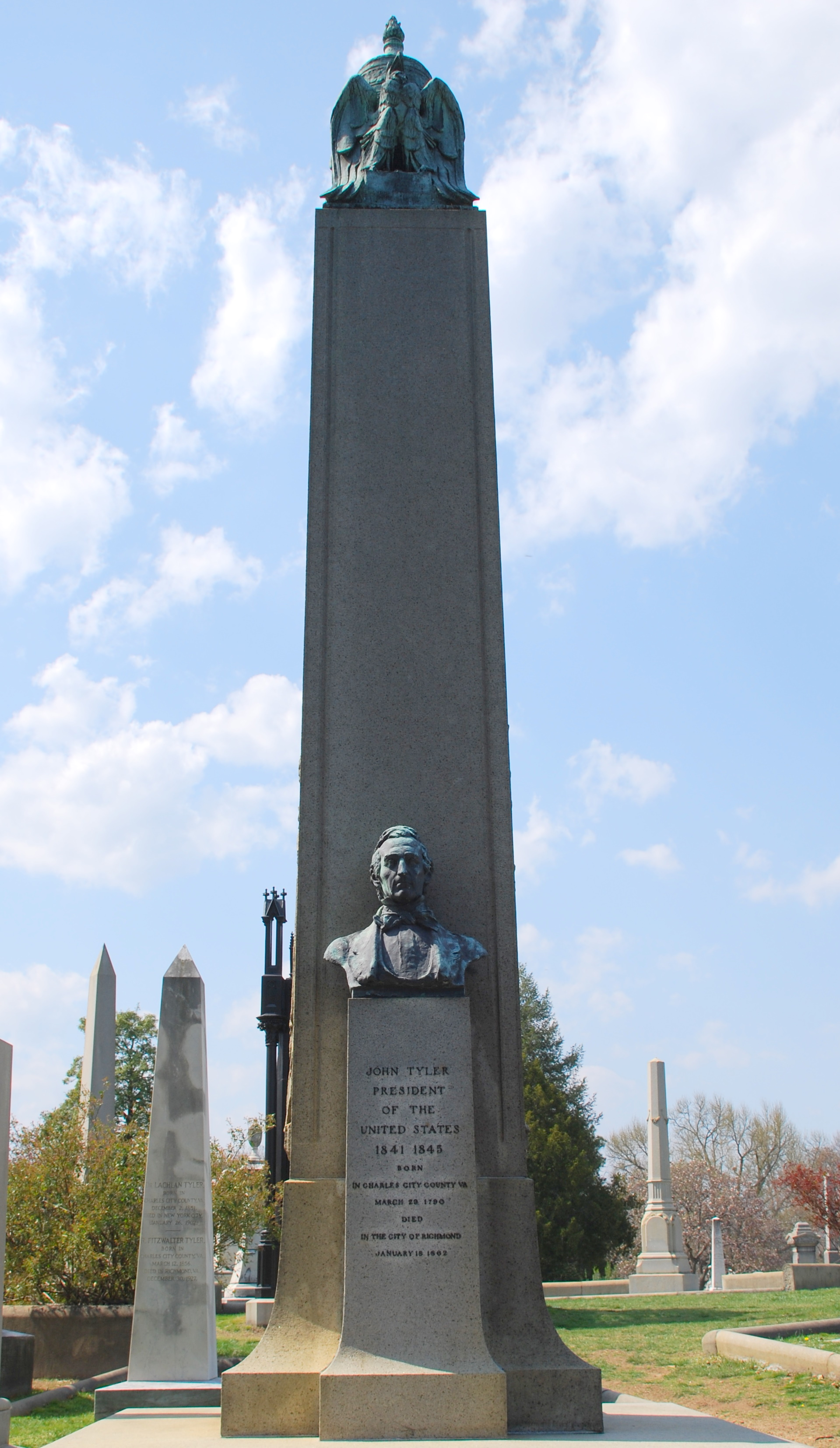
یک ابلیسک قبر تایلر را در قبرستان هالیوود نشان می‌دهد.

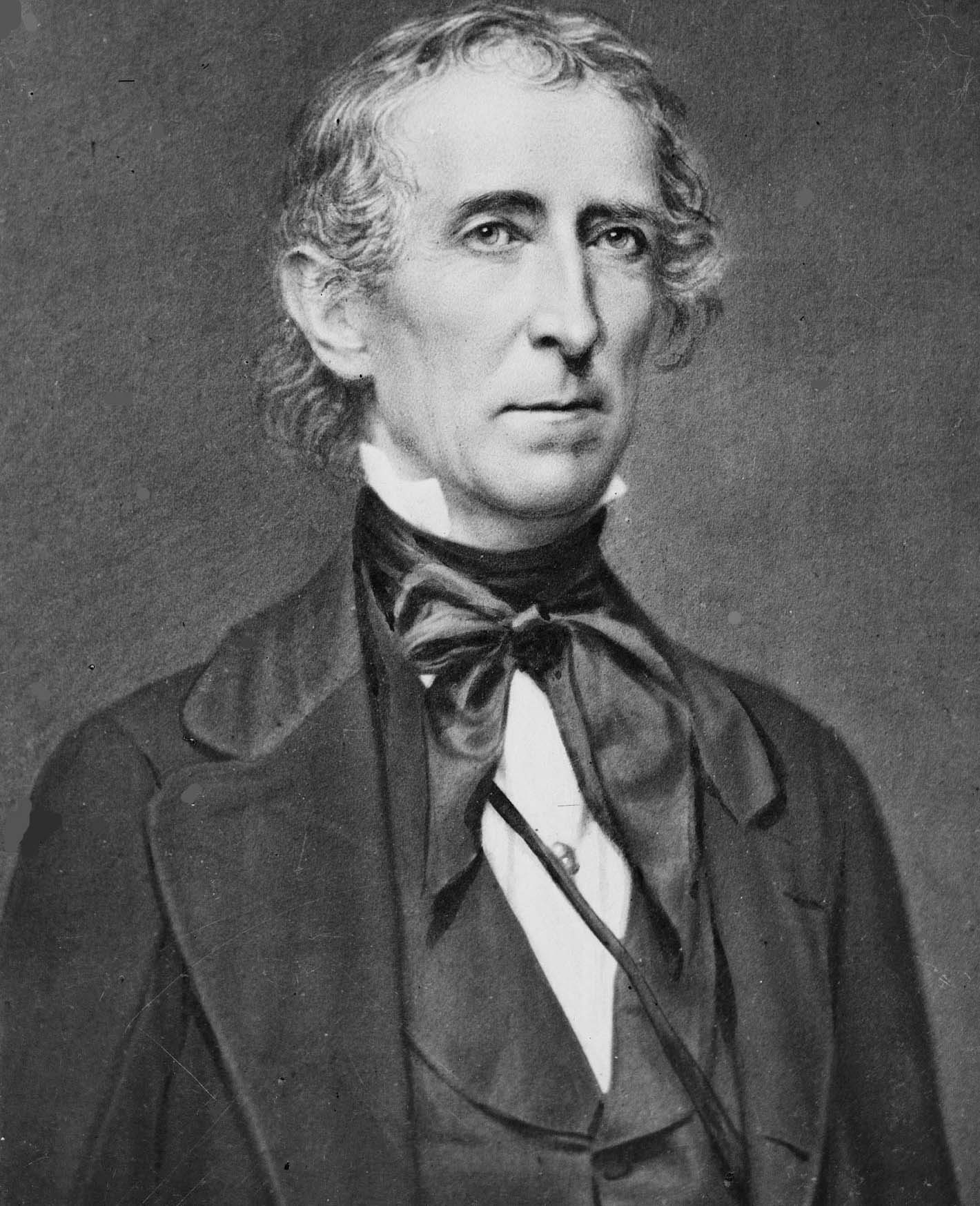
جان تایلر

تایلر در طول زندگی خود از سلامتی ضعیف رنج می‌برد. با افزایش سن، در زمستان بیشتر از سرماخوردگی رنج می‌برد. در ۱۲ ژانویه ۱۸۶۲، پس از شکایت از لرز و سرگیجه، استفراغ کرد و به زمین افتاد. علیرغم درمان، وضعیت سلامتی او بهبود نیافت و او تصمیم گرفت تا هجدهم به جنگل شروود بازگردد. در حالی که شب قبل در رختخواب دراز کشیده بود، شروع به خفگی کرد و جولیا دکترش را احضار کرد. درست بعد از نیمه شب، تایلر جرعه ای از برندی نوشید و به دکترش گفت: «دکتر، من می‌روم» که دکتر پاسخ داد: «امیدوارم که نه، قربان.» تایلر اندکی پس از آن در اتاق خود در هتل اکسچموند در ریچموند درگذشت، به احتمال زیاد به دلیل سکته مغزی.
مرگ تایلر تنها موردی در تاریخ ریاست جمهوری بود که به دلیل وفاداری او به ایالات مؤتلفه آمریکا، رسماً در واشینگتن به رسمیت شناخته نشد. او درخواست دفن ساده ای کرده بود، اما جفرسون دیویس، رئیس‌جمهور کنفدراسیون، مراسم تشییع جنازه بزرگ و سیاسی را طراحی کرد و تایلر را به عنوان یک قهرمان برای ملت جدید ترسیم کرد. بر این اساس، در مراسم تشییع جنازه وی، تابوت دهمین رئیس‌جمهور ایالات متحده با پرچم کنفدراسیون پوشانده شد. او تنها رئیس‌جمهور ایالات متحده است که تا کنون زیر پرچم ایالات متحده به خاک سپرده نشده است. تایلر بیشتر به ویرجینیا و اصول خود وفادار بود تا اتحادیه ای که رئیس‌جمهور آن بود.
تایلر در قبرستان هالیوود در ریچموند، ویرجینیا، در نزدیکی قبر رئیس‌جمهور جیمز مونرو به خاک سپرده شد. او از آن زمان به نام چندین مکان ایالات متحده، از جمله شهر تایلر، تگزاس، به دلیل نقشش در الحاق تگزاس به نام او نامگذاری شده است.

## زیرنویس
1. ↑  «جان تایلر». voanews.com. بایگانی‌شده از اصلی در ۱۱ آوریل ۲۰۱۲. دریافت‌شده در ۳ مه ۲۰۱۲.

1. ↑  Tyler was Vice President under President ویلیام هنری هریسون and became President upon Harrison's death on April 4, 1841. As this was prior to the adoption of the متمم بیست و پنجم قانون اساسی ایالات متحده آمریکا in 1967, a vacancy in the office of Vice President was not filled until the next ensuing election and inauguration.